# Casa Lleó i Morera
La casa Lleó i Morera és un edifici modernista situat al passeig de Gràcia, 35 de Barcelona, catalogat com a bé cultural d'interès local. Fou un encàrrec fet el 1902 per Francesca Morera a l'arquitecte Lluís Domènech i Montaner per a reformar un edifici construït el 1864. A la seva mort el 1904, el seu fill Albert Lleó i Morera va continuar les obres i va donar nom a l'edifici, acabat el 10 de març del 1905. Juntament amb la Casa Batlló (Gaudí) i la Casa Amatller (Puig i Cadafalch), és un dels tres edificis de grans arquitectes modernistes que formen part de l'anomenada Illa de la Discòrdia, i l'únic que va aconseguir el premi del Concurs anual d'edificis artístics atorgat per l'Ajuntament de Barcelona el 1906.

## Història

### Edifici original i projecte de transformació
El 20 de febrer del 1864, el paleta de Sarrià Joan Mumbrú i Bordas i la seva esposa Lluïsa Sagristà i Figueras van comprar el solar a la Sociedad de Fomento del Ensanche, i el 15 de juliol del mateix any van obtenir la llicència d'obres per a construir un edifici de semisoterrani, planta baixa i tres pisos (bessó del que ocupa l'altra meitat del xamfrà amb façana al carrer del Consell de Cent), segons el projecte del mestre d'obres Joaquim Sitjàs. Va passar en herència als seus fills: Josep, Antònia i Joan Mumbrú i Sagristà.
L'1 d'agost del 1894 fou venut a Antoni Morera i Busó per 285.000 pessetes, i el 16 de febrer de 1902 aquest el va llegar a la seva neboda Francesca Morera i Ortiz, que va encarregar-ne la transformació modernista a Lluís Domènech i Montaner. Les obres, acabades el 1905, es van fer en dues fases. La primera, amb llicència concedida el 4 de juny de 1902, va consistir en les reformes interiors que modificaven la distribució. La segona fase va consistir en la reforma de la façana que la senyora Morera va demanar a l'Ajuntament de Barcelona el 17 de juliol de 1903. El projecte excedia en 9 m l'alçada màxima edificable que en el cas de l'Eixample de Barcelona era de 22 m, si bé es va acceptar aplicant una interpretació de les ordenances municipals sobre els coronaments decoratius. Va haver-hi una discrepància respecte al cost de les taxes que, després de presentar una reclamació, es va resoldre a favor dels propietaris el novembre de 1904.

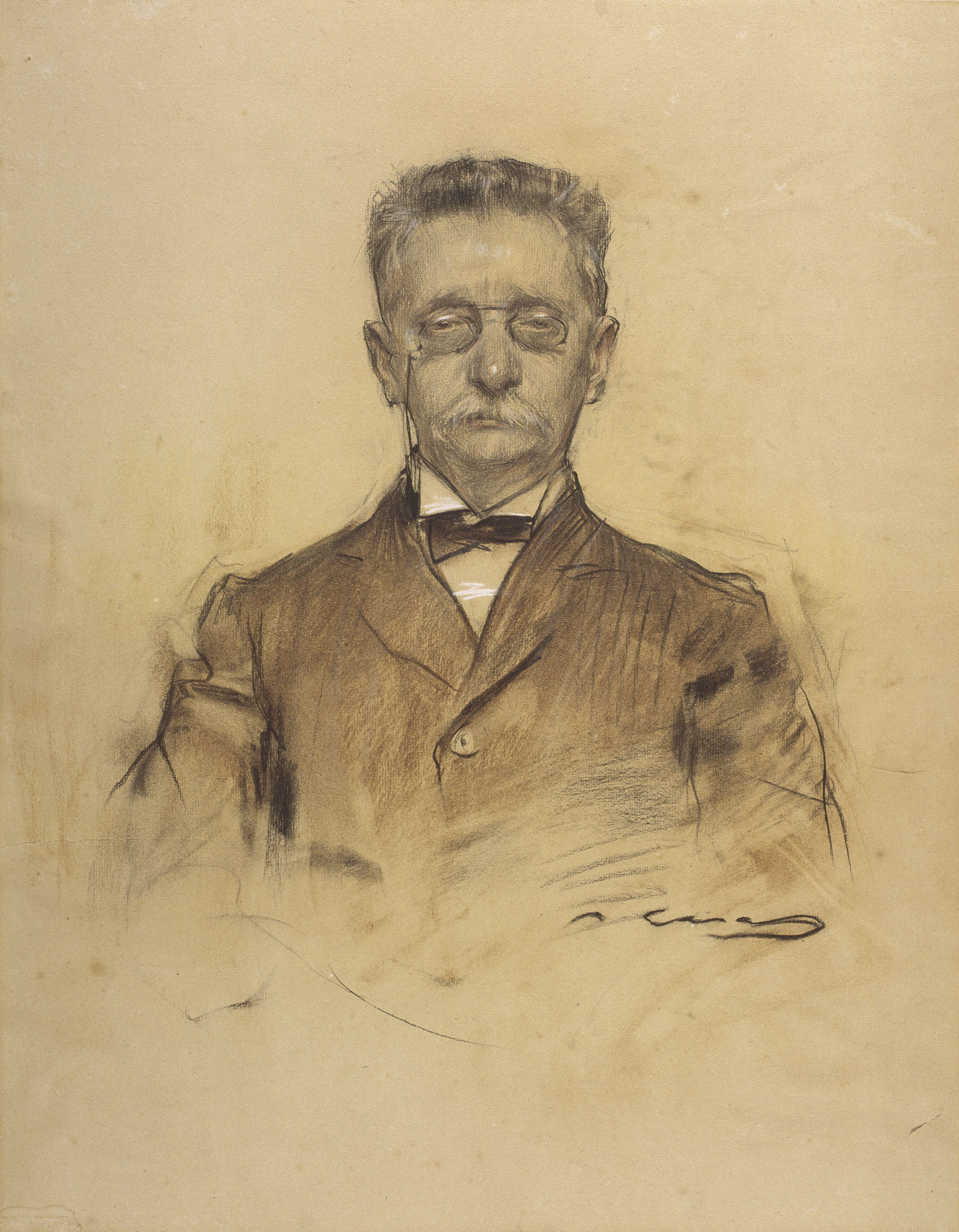
Domènech i Montaner dibuixat per Ramon Casas

### Arquitecte
Lluís Domènech i Montaner (Barcelona, 21 de desembre de 1850 - 27 de desembre de 1923) fou un arquitecte, historiador, humanista i polític català, dissenyador de tipografies i enquadernacions de llibres i il·lustrador, un dels principals protagonistes del Modernisme català. Com a arquitecte, es va avançar a les propostes arquitectòniques europees, amb un llenguatge innovador i una arquitectura fonamentada en un nou concepte integrador de totes les arts. Algunes de les seves obres són Patrimoni de la Humanitat. En la seva vessant docent, va formar deixebles com Gaudí, Puig i Cadafalch, Raspall, Oms, Falguera o Jujol. Compromès políticament amb el catalanisme fou un referent important, ja que impulsà la Lliga Regionalista que seria en pocs anys una força hegemònica a Catalunya. Alhora arribà a ser diputat a les corts espanyoles amb la candidatura dels quatre presidents en uns moments molt complexos derivats del marasme polític espanyol al voltant de la crisi del 1898. Va combinar la seva professió amb els estudis d'heràldica i art romànic, estudis que realitzà en gran part en els darrers anys de la seva vida; destaca el seu estudi de la Masia Rocosa, un antic mas del segle xvii de la vila de Canet de Mar, propietat de la família Montaner, on es conserven una bona part de les maquetes en guix de les escultures i mostres de vitralls de la casa Lleó i Morera.

### Artistes i artesans

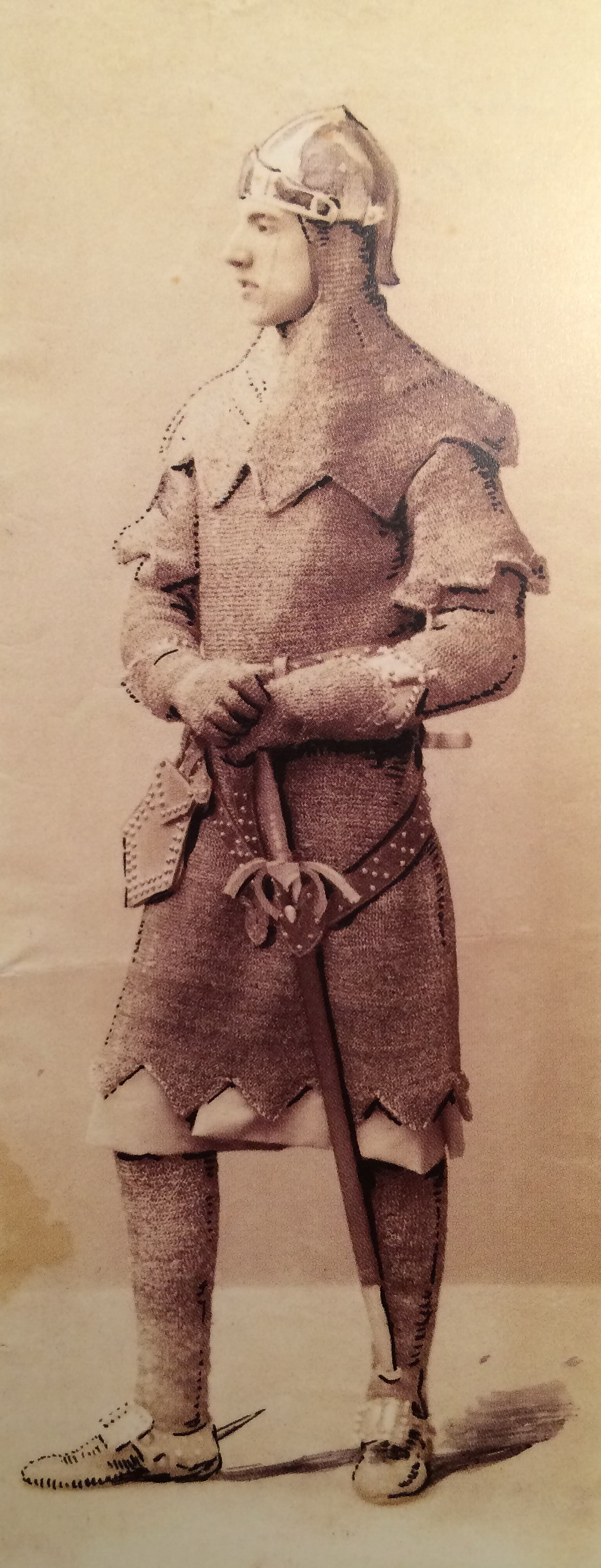
Albert Lleó i Morera vestit amb una disfressa de soldat del per una festa del Círcol Artístic. Fotògrafs Napoleon, 1891

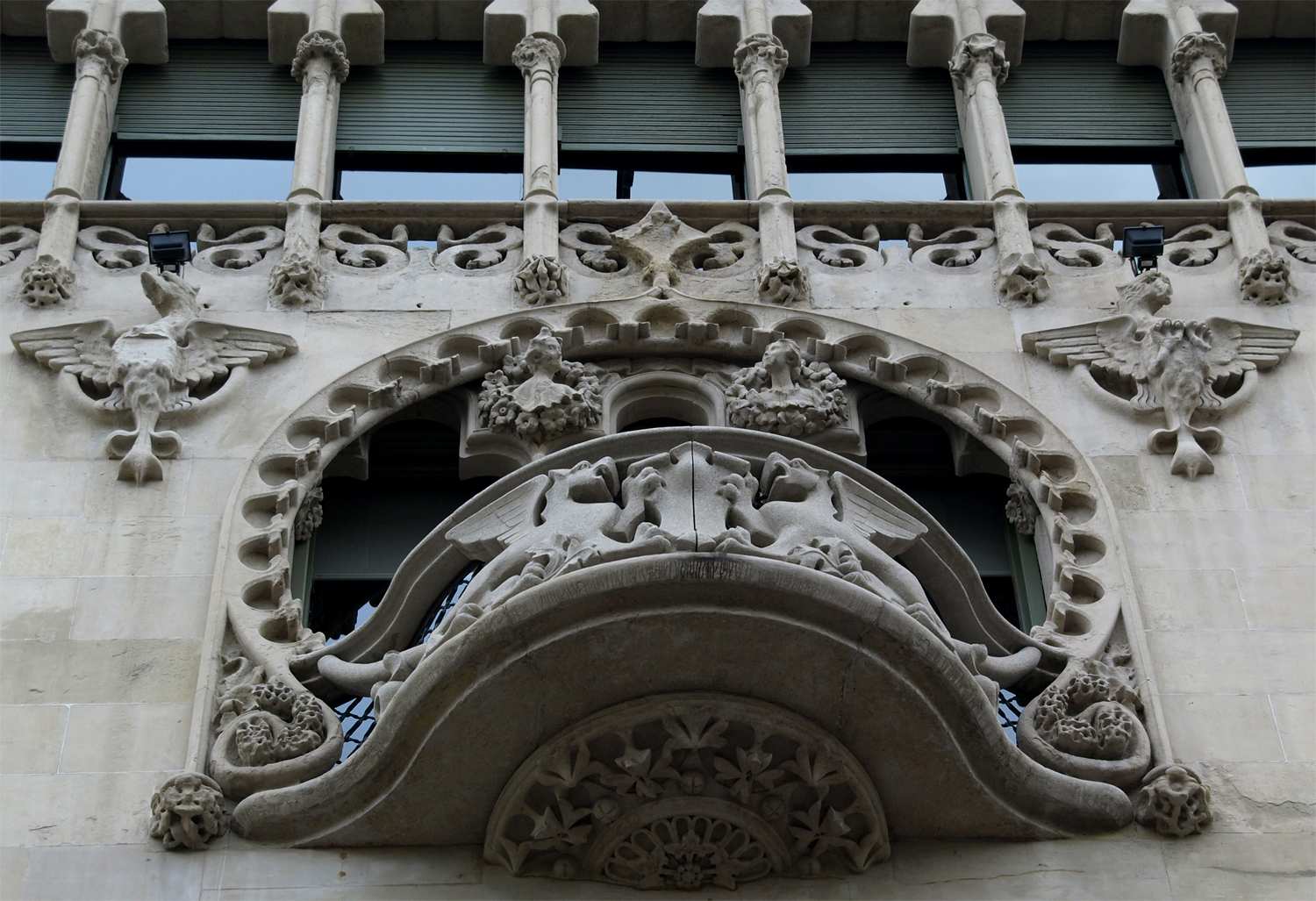
Escultura decorativa d'Alfons Juyol

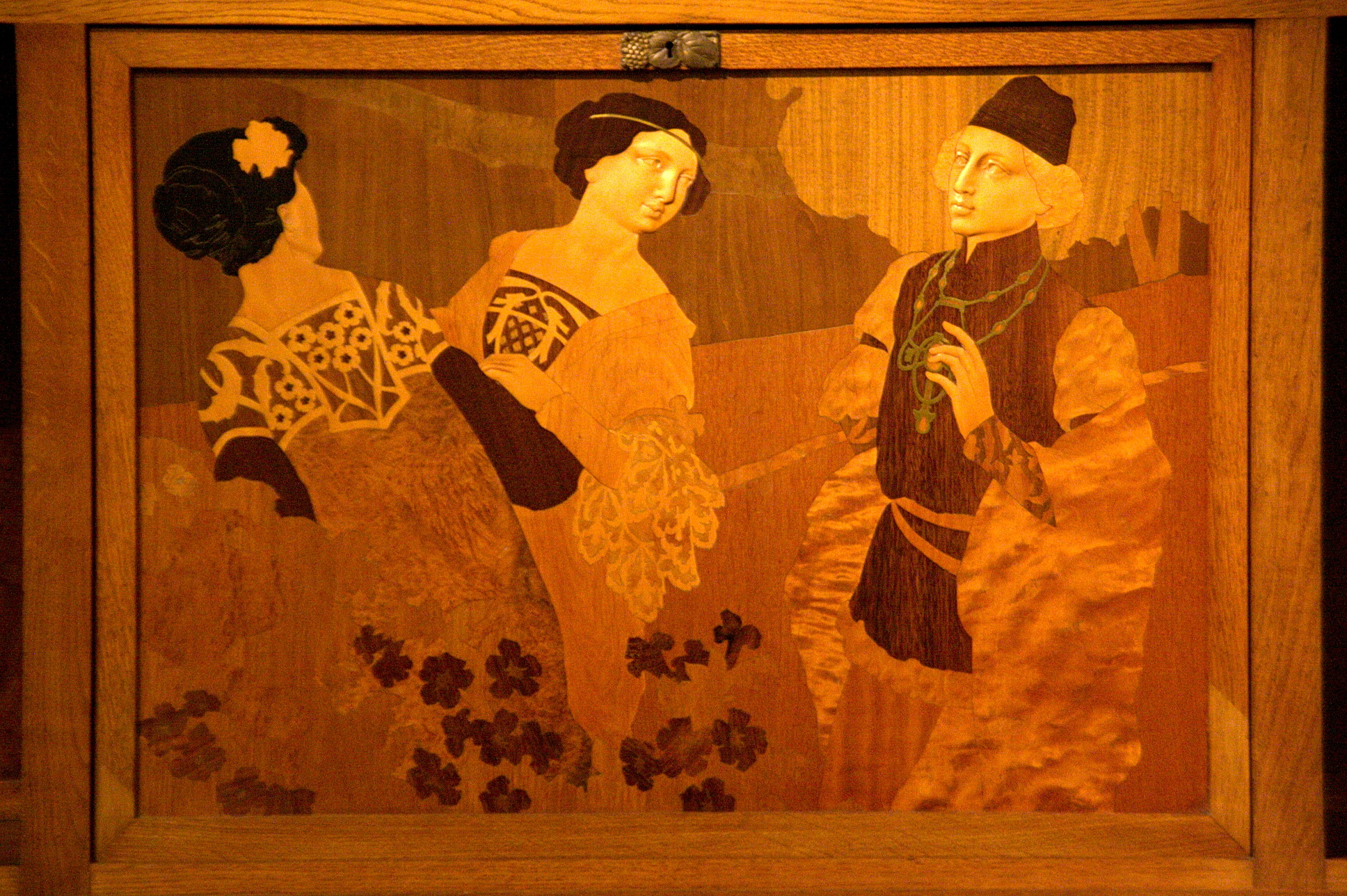
Detall de la marqueteria en el bufet del saló

A l'obra van participar més de 40 artistes i artesans. D'entre ells, destaquen els treballs de:
- Eusebi Arnau i Mascort (1863-1933), un dels escultors més destacats del Modernisme, hi va realitzar les escultures de la façana —avui desaparegudes després d'una reforma de l'edifici l'any 1943—, que representaven unes figures femenines abraçades a un atuell. També va esculpir els relleus escultòrics del rebedor del pis principal, on es representa la cançó popular de «La dida de l'infant rei».
- Gaspar Homar (1870-1953) decorador i ebenista, hi va dissenyar el conjunt de mobiliari decorat amb vidres emplomats, marqueteria i talles de fusta. Actualment el mobiliari de la casa es troba dipositat al Museu Nacional d'Art de Catalunya.
- Lluís Brú i Salelles (1868-1952), mosaïcista i escenògraf modernista, hi va treballar les ceràmiques i mosaics del vestíbul. També va ser present a la majoria dels edificis amb mosaic de l'època, com el Palau de la Música Catalana, el Palau del Baró de Quadras i la Casa Comalat.
- Mario Maragliano (1864-1944), mosaïcista italià, hi va treballar els mosaics dels terres, els plafons de mosaic del menjador del principal amb imatges campestres, que foren dissenyats per Homar. També va ser l'autor dels mosaics de la torre que corona l'edifici.
- Antoni Rigalt i Blanch (1861-1914), pintor, dibuixant i vitraller modernista, hi va realitzar els vitralls, molts formant part de les mampares i envans de fusta i, com a peces destacades per la seva composició narrativa, destaquen els monumentals vitralls de les galeries posteriors amb una temàtica diferent a cada pis.
- Antoni Serra i Fiter (1869-1939), pintor i ceramista, hi va realitzar els arrambadors de ceràmica i les peces de porcellana en què estan fetes cares i mans dels plafons ceràmics que hi ha al menjador i que representen escenes de camp.
- Josep Pey (1875-1956), decorador, dibuixant i pintor, hi va col·laborar fent els dibuixos de les marqueteries del mobiliari dissenyat per Gaspar Homar.
- Alfons Juyol (1860-1917), escultor especialitzat en la seva aplicació a l'arquitectura. La seva facilitat per a crear traceries i representacions florals d'estil neogòtic historicista el va convertir en l'escultor preferit de Puig i Cadafalch amb obres tan cèlebres com la Casa Amatller. Hi va realitzar tota l'escultura decorativa de la façana i l'interior, i en la decoració del templet que corona la casa.
- Joan Carreras i Farré (1860-?), escultor i tallador en fusta, i gran col·laborador de Gaspar Homar, hi va participar en la talla Adoració dels Reis de la campana de l'escalfapanxes del saló.

### Premis

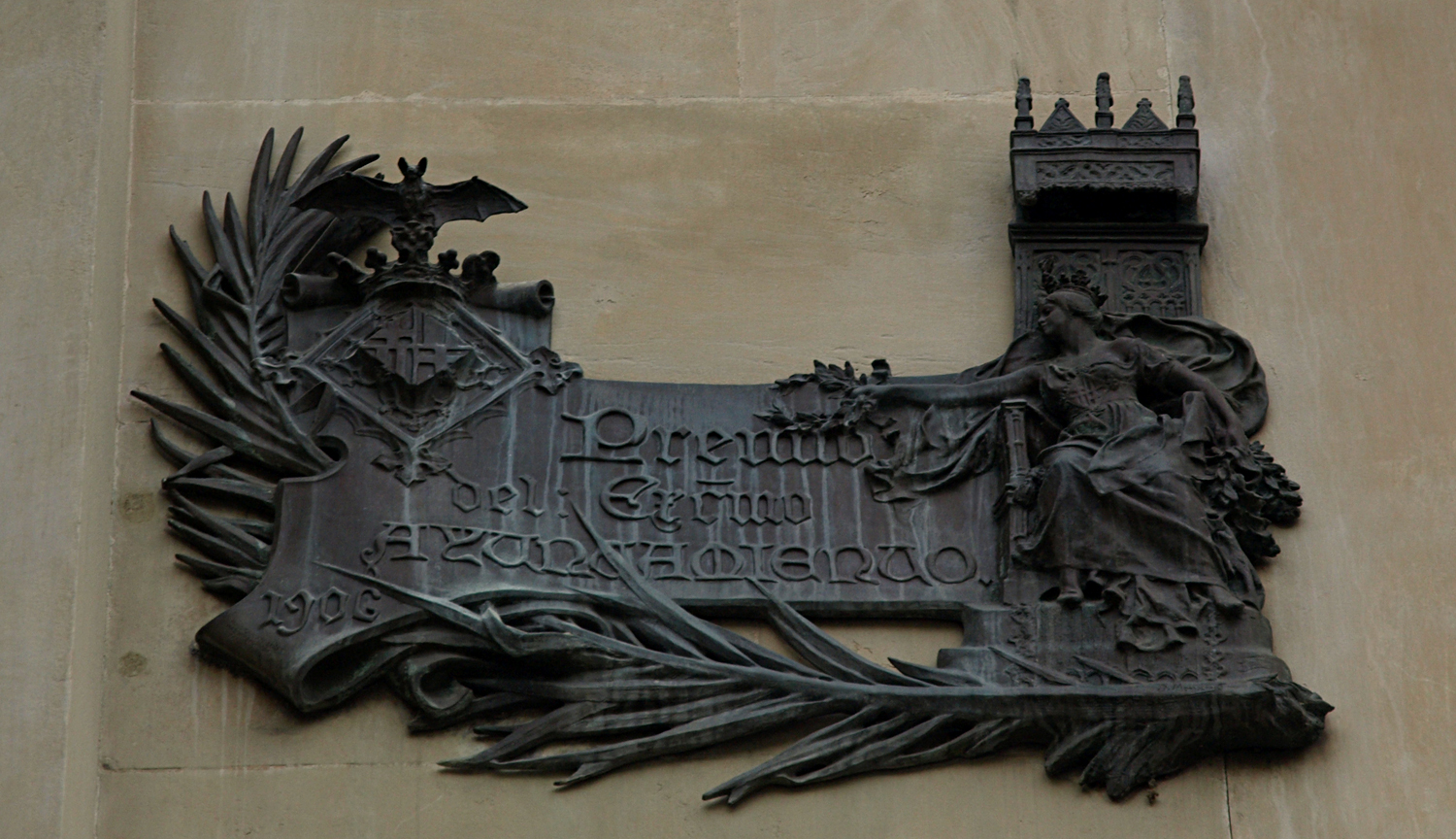
Placa del premi del Concurs anual d'edificis artístics, dissenyada per Andreu Aleu i Bonaventura Bassegoda

L'edifici va guanyar el primer premi del Concurs anual d'edificis artístics acabats el 1905. La decisió del jurat va resultar bastant contundent, ja que arribà a declarar: «Si bé és cert que el nombre d'edificis acabats aquest any és una xifra respectable, no és menys cert que, pràcticament tots es redueixen a cases de veïnat sense aquells requisits complexos que creen l'obra d'art». Després de desgranar al llarg de vuit folis tot l'ornament que contenia la casa guanyadora, tan sols dedicà un paràgraf a esmentar la participació, sense cap mena de reconeixement ni premi, de la Casa Terradas de Puig i Cadafalch. Posteriorment, Domènech i Montaner va repetir l'èxit amb el Palau de la Música Catalana (1909) i l'Hospital de Sant Pau (1913).

### Propietaris i activitats comercials
Francesca Morera i Ortiz (Barcelona, 9 de març de 1853 - 10 de desembre de 1904) era filla de Joan Morera i Busó, de Sant Feliu de Guíxols, i de Baldomera Ortiz i Figueroa, d'Humacao (Puerto Rico). El seu avi Antoni Morera i Auger s'havia dedicat al comerç amb Amèrica del Sud en societat amb els seus tres fills: Joan, Josep i Antoni Morera i Busó. Aquest darrer era vidu i sense descendència, i va deixar la seva fortuna a la seva neboda, filla del seu germà Joan. Es va casar amb Albert Lleó i Dubosch, de Barcelona, amb qui va tenir un fill, Albert. La parella es va separar legalment el 22 de desembre de 1881 i el fill va quedar amb la mare.
Albert Lleó i Morera va néixer a Barcelona el 29 d'octubre de 1874. El 29 d'octubre de 1898 es va casar amb Olinta de Puiguriguer i Palmarola (1879-1963), amb qui va tenir dos fills: Francesca i Albert Lleó i Puiguriguer. El 15 de febrer de 1900 es va llicenciar en medicina a Madrid i va obtenir el títol de professor veterinari. Es doctorà el 31 de juliol de 1902. Amplià els seus estudis a l'Institut Pasteur de París el mateix any i el següent fou nomenat cap del Laboratori Microbiològic de l'hospital de Nens Pobres de Barcelona. Al llarg de la seva carrera va ser ajudant honorari dels gabinets d'histologia i histoquímica, i el d'anatomia patològica de la facultat de Barcelona; cap del laboratori de bacteriologia i professor de l'Acadèmia i laboratori de Ciències Mèdiques de Catalunya soci de mèrit de l'Acadèmia del cos mèdic municipal; i a partir de 1913, director del laboratori d'anàlisi química, histologia i bacteriologia de l'Hospital de Sant Pau. A banda de l'activitat professional, va tenir un interès científic que es va materialitzar en un seguit de patents de motors d'explosió, entre ells un d'aviació, que va construir junt amb l'enginyer Claudi Baradat.
Francesca Morera va morir el 10 de desembre de 1904, i va deixar la finca en herència al seu únic fill Albert, llevat del pis principal que el va deixar en usdefruit a la seva neta Francesca Lleó i Puiguriguer, de per vida. Aquesta es va casar amb Juli Sagrera i Criquet i van tenir una filla, Francesca Sagrera i Lleó, coneguda amb el nom de Fanny, famosa entre la societat benestant de Barcelona per la seva afecció al ball.
A la mort d'Albert el 22 de desembre de 1929, la finca va passar a mans de la seva esposa Olinta de Puiguriguer i del seu fill Albert Lleó i Puiguriguer (1904-1967). Aquest va començar a estudiar dret, si bé no va acabar la llicenciatura i es va dedicar al món del motor. Va ser pilot d'aviació i un apassionat automobilista que fou soci fundador de la Penya de l'Aire, constituïda el 25 de març de 1923. Va estar casat amb Dolors Miralbell i Centena i van tenir tres filles: Maria Dolors, Mireia, i Glòria Lleó i Miralbell.

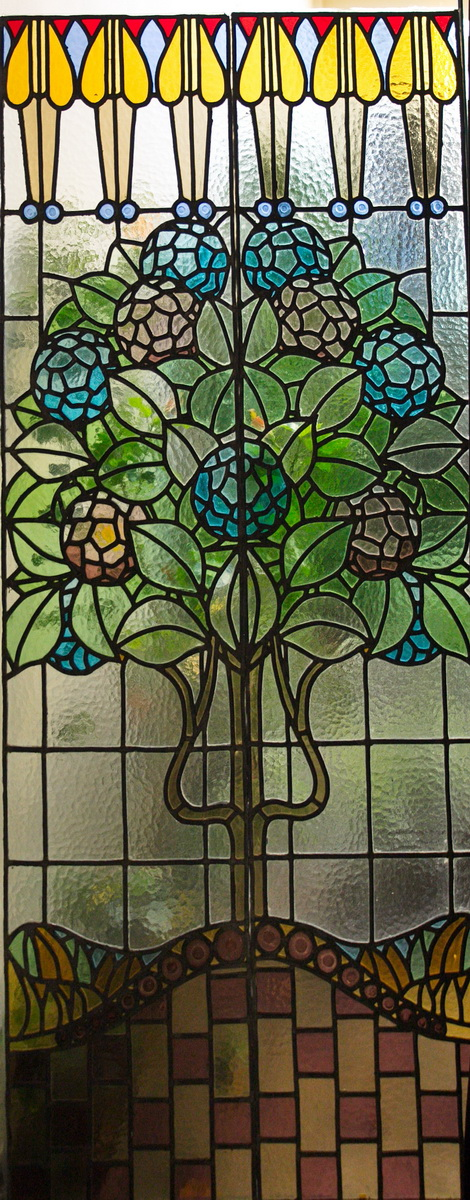
Vitrall original conservat a Can Rocosa (Canet de Mar)

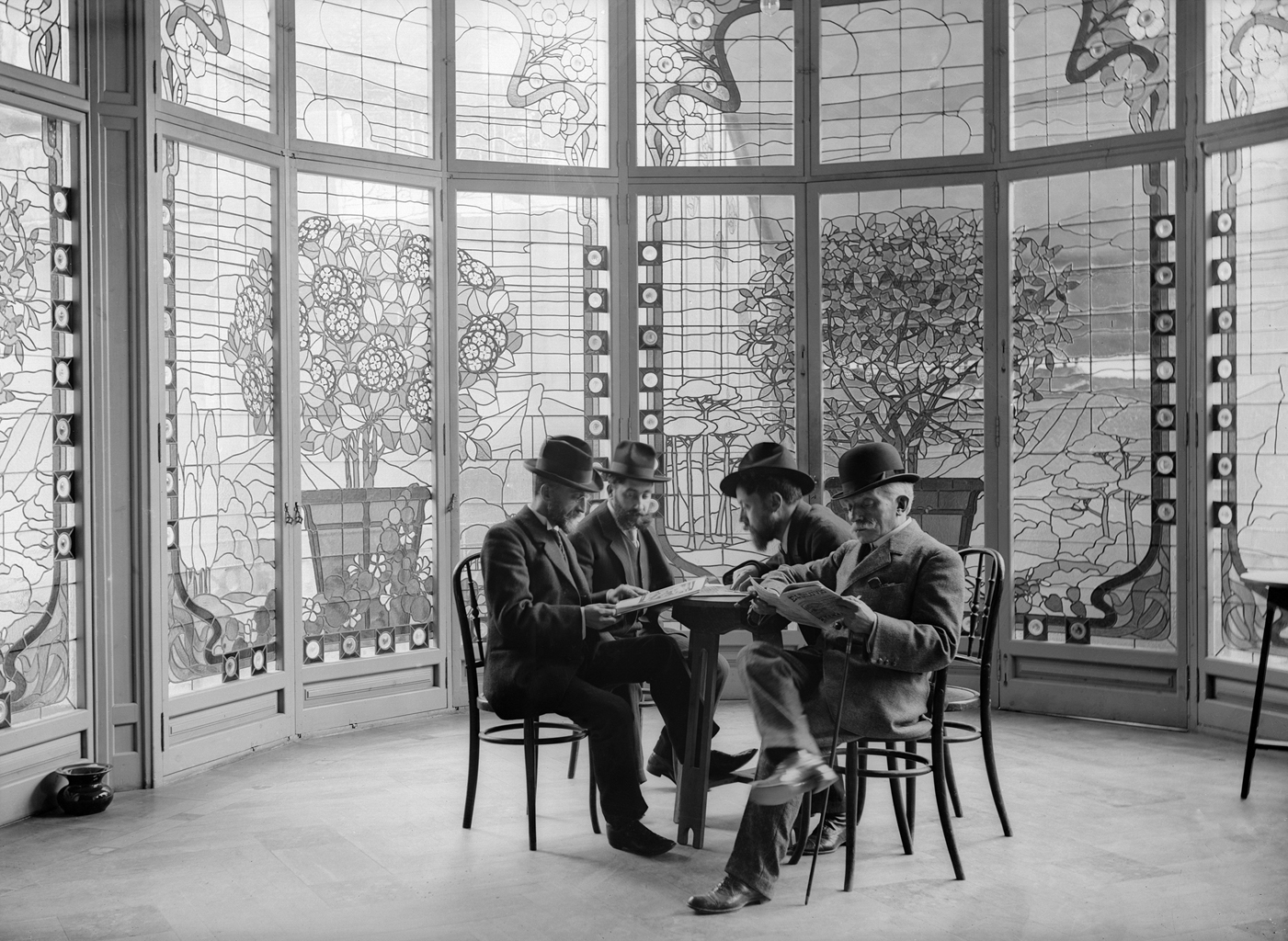
Baldomer Gili i Roig (segon per la dreta) quan estava el Cercle Artístic (1911)

Pel que fa als establiments comercials i entitats que han ocupat l'edifici, destaquen:
- 1905-1910: El fotògraf Pau Audouard, el retratista de la burgesia, va inaugurar el seu estudi el 6 de juliol de 1905. Va tancar entre febrer i març de 1910.
- Maig 1910-1915: Reial Cercle Artístic.[13]
- Octubre 1915: Casa de América.[14]
- 1916-1927: La fàbrica de pianos Izabal tenia la seva seu al carrer del Bonsuccés, 5 des de començaments de segle xx després d'haver estat als anys 1850 al carrer dels Tallers. El maig de 1916, Paul Izabal va decidir inaugurar una sala de concerts, tal com havia fet Ortiz i Cussó, un altre fabricant de l'època. A la planta baixa de la Lleó Morera es va instal·lar la «Sala Aeolian», amb una capacitat per a tres-centes persones, i al seu costat el despatx central del negoci i la representació de la casa nord-americana Aeolian Cº, inventora de la pianola.[15]
- 1927-1933: Quan la sala Aeolian deixà de funcionar, el local s'utilitzà per a activitats diverses.[16] El 1933 encara era utilitzat com a local d'activitats provisionals.[17]
- 1935: Casal de les Comarques Catalanes, una entitat cultural que oferia espectacles de teatre, poesia i titelles.[18]
- 1936: Durant la Guerra Civil es va instal·lar a l'entresòl el Sindicat Únic de Professions Lliberals.[19]
- 1943: La botiga de moda Loewe transformà i ocupà la planta baixa.[20]
- Els pisos superiors, pensats inicialment com a habitatge residencial, han estat ocupats per institucions com un consignatari de transports internacionals al primer pis,[21] Turisme de Barcelona (1993-1994) al principal i, després de la restauració del 2008, per empreses com Guess by Marciano, EFG Bank Luxemburg i Guru.[22]

### Reformes i rehabilitació
El fet que la família en conservés la propietat durant tres generacions, afavorí el manteniment dels trets més distintius de l'interior, com els delicats elements ornamentals de línies sinuoses inspirats en la natura, realitzats amb una gran diversitat de materials. Amb tot, i potser per haver estat considerada com una de les millors obres modernistes per la intensa aportació artística dels millors artesans de l'època, fou víctima de l'odi que els noucentistes professaven envers l'estil predecessor. L'any 1943, es va vendre per 3 milions de pessetes a l'asseguradora Sociedad Mercantil Bilbao, i aquell mateix any, Pablo Loewe va llogar els baixos per a instal·lar-hi la botiga de moda encara existent, i va encarregar al decorador madrileny Francisco Ferrer Bartolomé un projecte poc respectuós amb la façana i l'interior. L'obra la va fer la constructora Ribas i Pradell i el seu propietari, Damià Ribas, li va demanar al seu amic l'arquitecte Raimon Duran i Reynals que signés el projecte de reforma. El resultat va comportar la pèrdua definitiva de les finestres modernistes, i les escultures de les dames amb jardineres de la planta baixa, obra d'Arnau, foren destruïdes a cops de pic a la mateixa vorera. Els caps els va recuperar el porter de la finca, que més tard els va vendre a Salvador Dalí, qui els va col·locar al mur del pati del seu Teatre-Museu de Figueres. L'any 1967 es van fer noves obres a l'interior de la planta baixa, que van acabar amb tots els elements decoratius originals dissenyats per Domènech i Montaner.
El 28 d'octubre de 1986 fou venuda per 240 milions de pessetes a la Mutualidad General de Previsión Social de la Abogacía de Madrid, que el 1987 va encarregar-ne la rehabilitació als arquitectes Òscar Tusquets i Carles Bassó. Es van restituir els pinacles i el templet de la cornisa, que havia sofert greus destrosses pel foc de metralladores durant la Guerra Civil espanyola. La restauració dels vitralls de Rigalt va ser realitzada pels vitrallers Joan Serra i Dolors Guixà del taller Art del Vitrall de Sabadell. El 1988, aquesta obra va rebre el Premi Ciutat de Barcelona de mans de l'Ajuntament de Barcelona. Tanmateix, no s'hi va poder abordar la rehabilitació de la planta baixa per la negativa de Loewe. Aquest fet va despertar una allau de crítiques contra la firma comercial, que al cap d'un any, va presentar un projecte de reforma de l'interior de la botiga, condicionat per l'Ajuntament a la recuperació de la façana i realitzat el 1992. En aquesta ocasió es van recuperar els lleons i les flors de morera originals que decoraven l'entrada, al·lusives als cognoms dels antics propietaris.
El 1998 va ser adquirida pel Grup Planeta, i l'any 2006 passà a mans de Núñez i Navarro, que va elaborar el projecte de reforma i conservació basat en un estudi artístic acurat de la finca, una anàlisi estructural de l'interior i un examen cromàtic de la façana, culminat l'any 2008.

## Edifici
Està situat en un xamfrà de l'eixample de Barcelona, i originalment comptava amb un semisoterrani, un entresòl —quasi a nivell de carrer— i tres pisos. Després de la reforma de Domènech i Montaner, va quedar estructurat amb un semisoterrani, l'entresòl orientat a una explotació comercial i amb accés des del passeig de Gràcia, el pis principal —que era l'habitatge de la família propietària— i tres pisos per llogar, seguint la fórmula de «casa de renda» aplicada a bona part dels grans immobles de l'Eixample.

### Façana

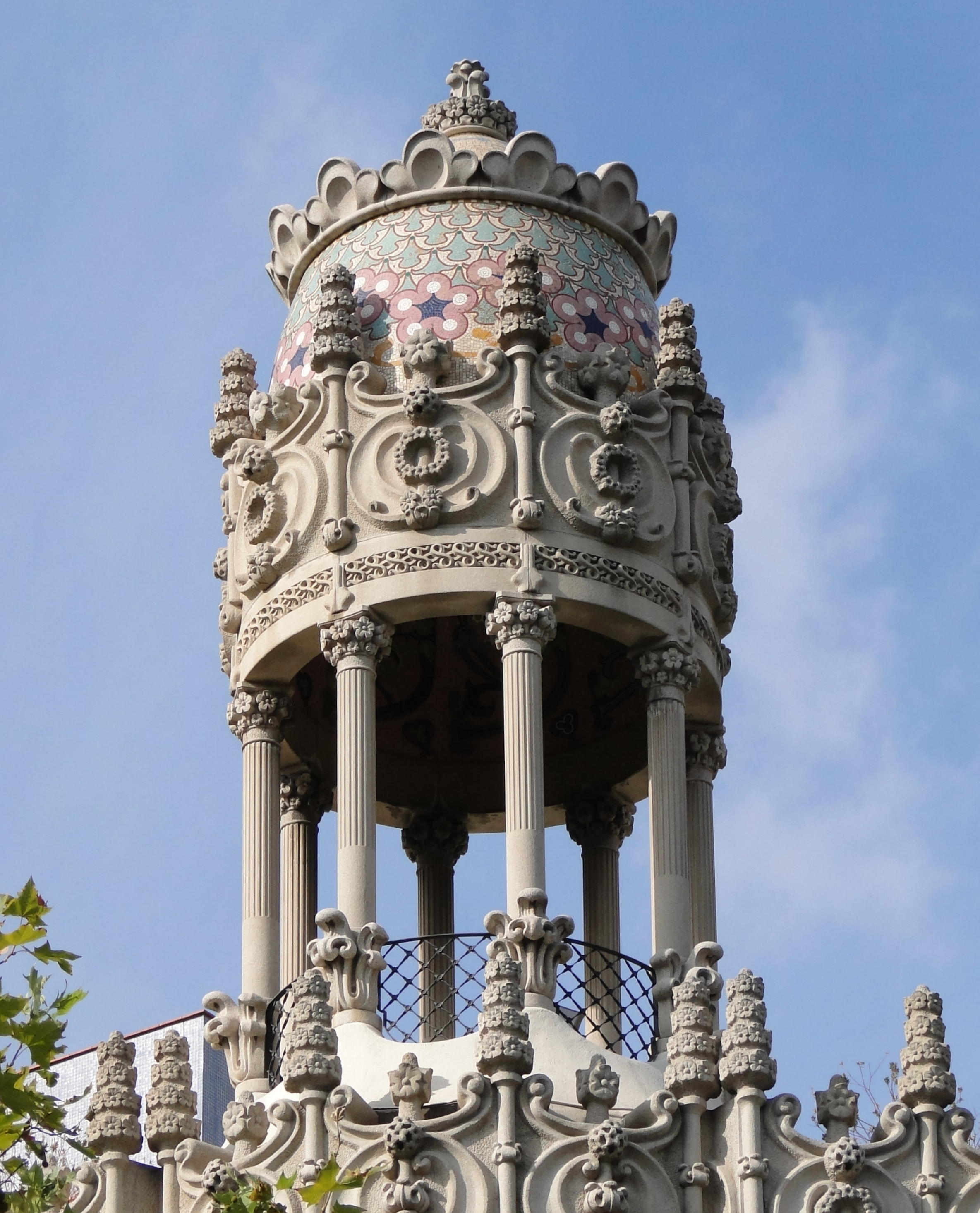
Torre que corona l'edifici

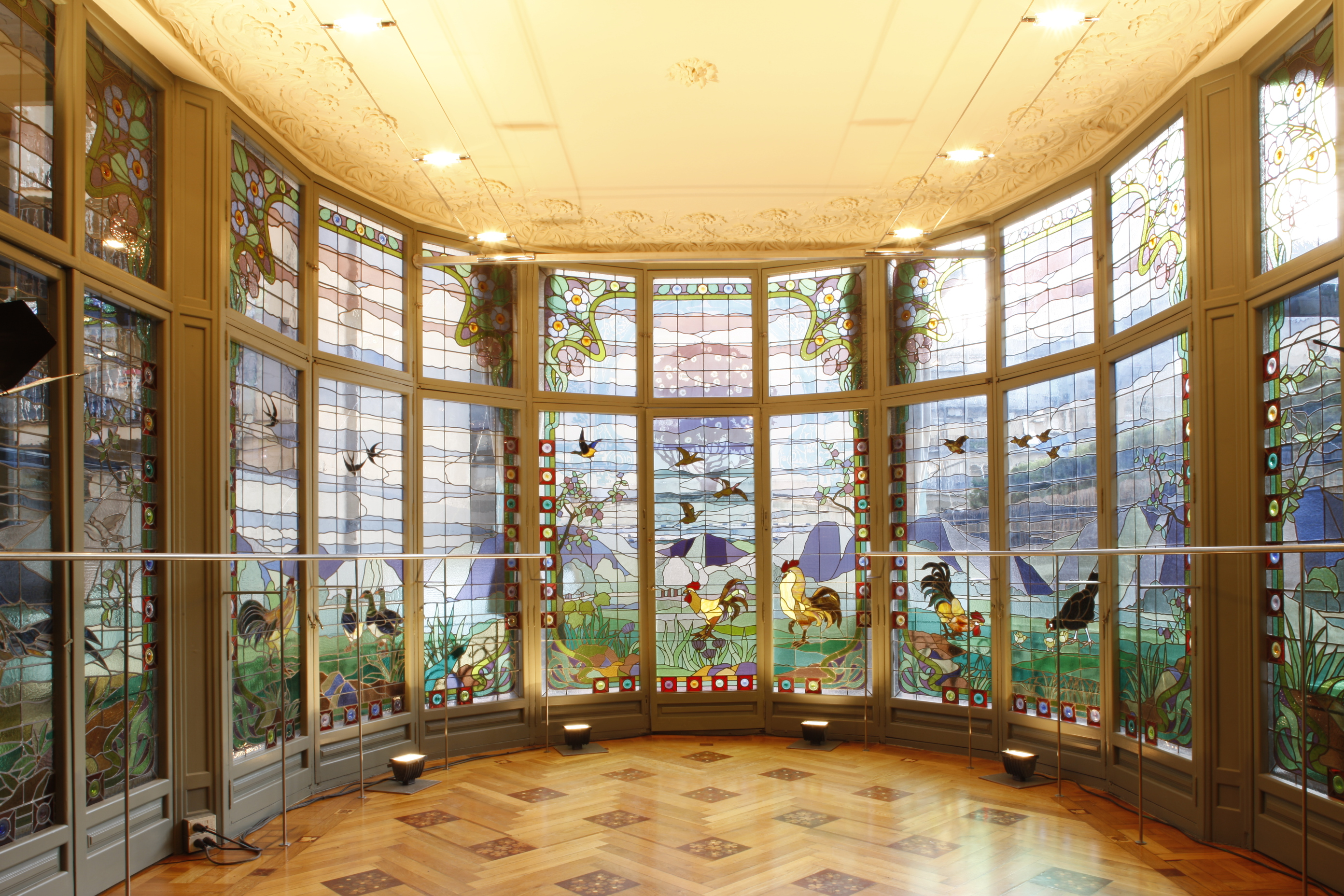
Vitrall de Rigalt al pis principal

Originalment, tenia tres finestres al costat del xamfrà i cinc a la façana del passeig de Gràcia. L'arquitecte decidí dissimular l'asimetria entre les dues parts de la façana i situà una tribuna en el pis principal, en l'angle. A la terrassa, en el mateix eix, hi ha una torre molt ben decorada amb pedra i mosaic, sustentada sobre vuit pilars fins. D'aquesta forma s'aconsegueix atreure la vista cap a l'eix de l'edifici i mira d'aparentar una simetria inexistent. A més, els buits tenen unes proporcions diferents en funció del costat que ocupen, fet que reforça aquest efecte.
Si l'edifici original era absolutament regular en la distribució i mida de les finestres, la composició de Domènech és diferent en cada pis. A la planta baixa fa grans obertures amb arcs carpanell que ofereixen uns aparadors amplis per al local comercial de la planta baixa. Dins d'aquests buits és on l'autor va incorporar dues elegants figures femenines —unes escultures d'un clar perfil modernista—, i de mida natural, que estan abraçades a grans copes jardineres, obra d'Arnau. Els pilars sobre els quals se sustenten els arcs estaven decorats amb lleons i flors de morera, símbols dels cognoms del propietari.
Al pis principal se situa la tribuna cilíndrica, que té quatre columnes, i està rematada a la part superior pel balcó del primer pis. A la base de cada columna hi havia la figura d'una fada, obra d'Arnau, avui desaparegudes. A cada costat, s'estenen dos finestrals corresponents als grans salons del pis principal, que queda dividit per unes columnes cilíndriques i una reixa decorada amb unes garlandes de decoració floral que enllacen totes les columnes entre si.
Al primer i segon pis disminueix l'amplada dels buits tot creant una sensació visual d'una forma triangular a cadascuna de les façanes. Hi ha els balcons, que són allargats en el primer pis i arredonits en el segon, que presenten una decoració en pedra sumptuosa; en aquesta decoració es tornen a combinar les imatges de flors de morera i lleons que, en aquest cas, flanquegen uns escuts heràldics. En aquesta decoració, destaquen especialment les figures esculpides als balcons del primer pis, obra d'Arnau. Són les quatre dames que hi ha als balcons laterals i que porten instruments a les seves mans. Es tracta d'unes al·legories que fan referència als recents avenços tecnològics: fotografia, electricitat, fonògraf i telèfon.

Escultures al primer pis
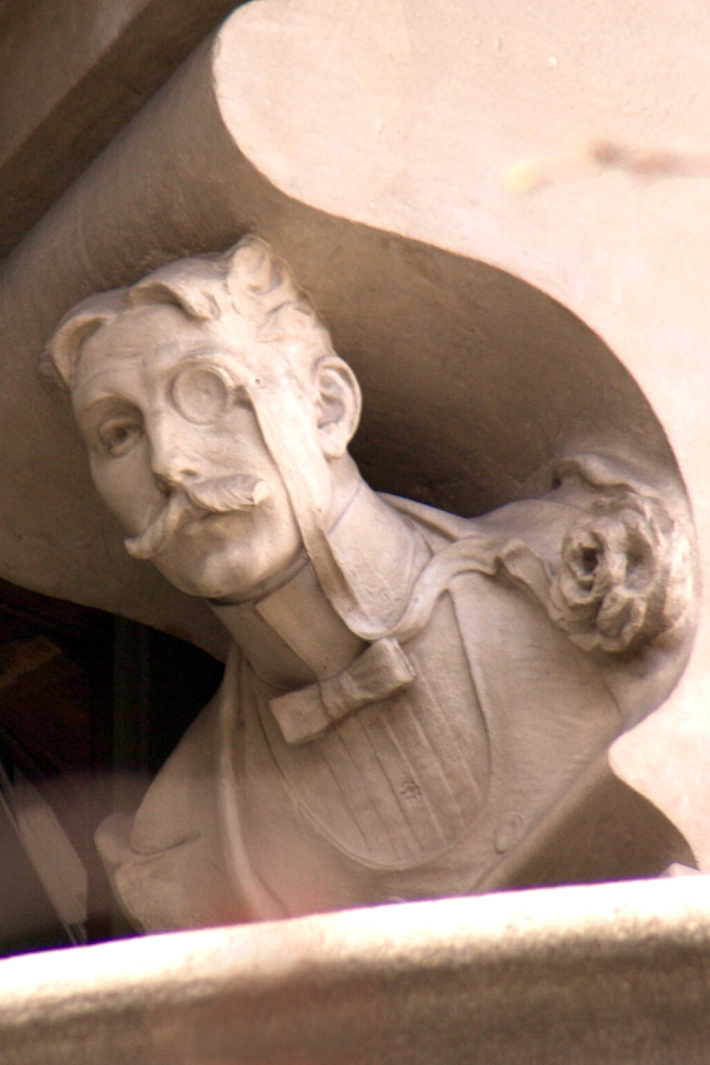
Antoni Morera i Busó
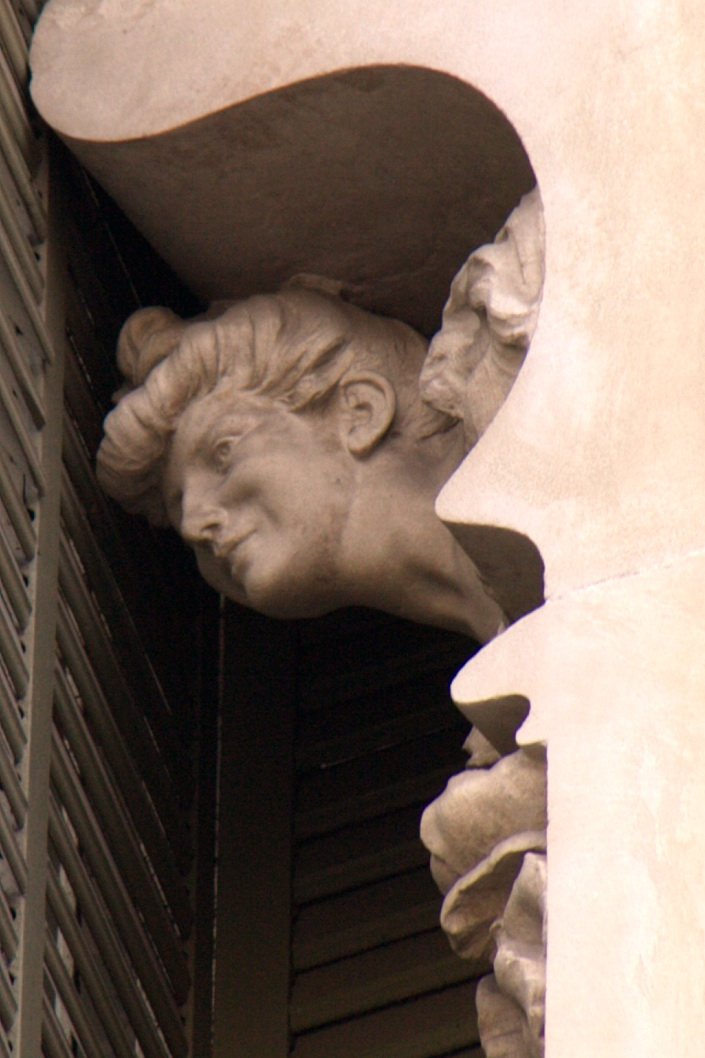
Francesca Morera
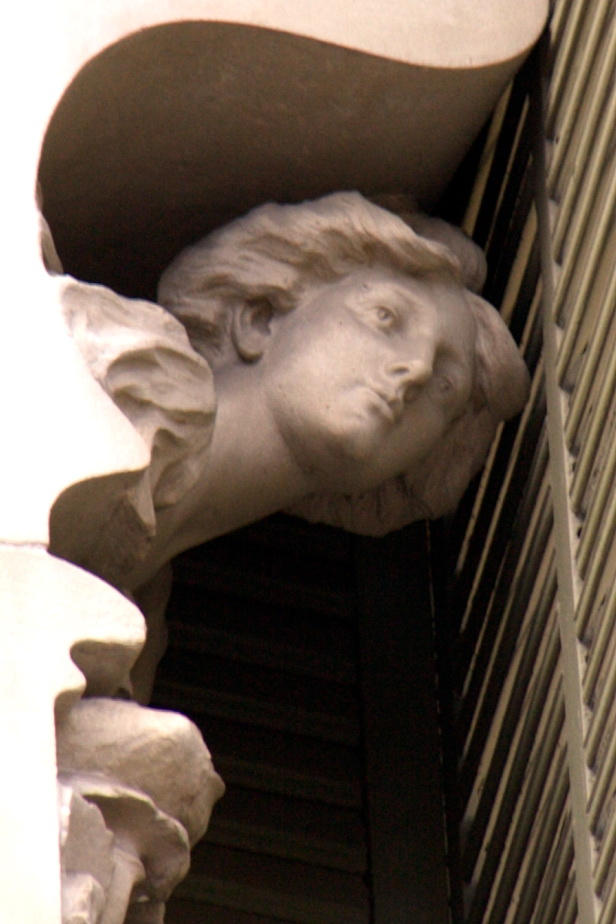
Olinta de Puiguriguer
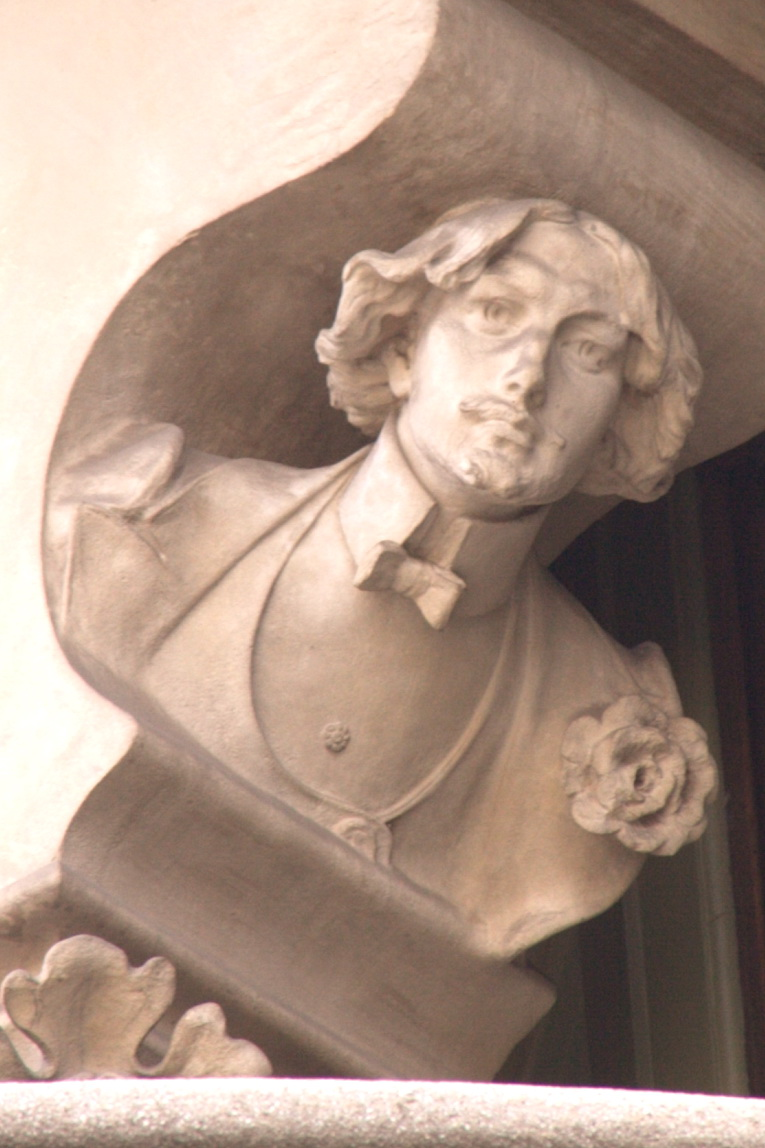
Albert Lleó i Morera

- Fonògraf
- Electricitat(*)
- Telèfon
- Camera fotogràfica

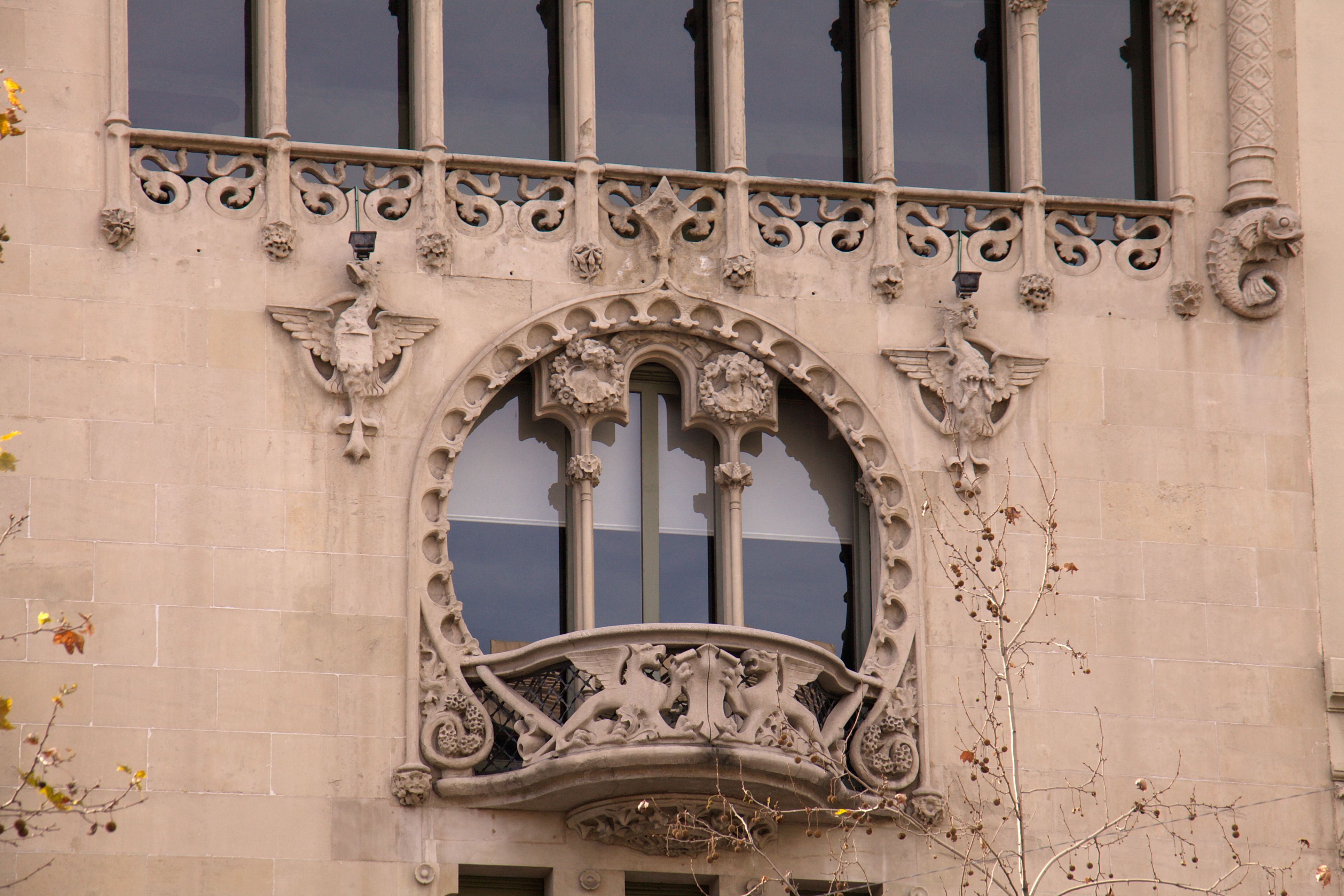
Finestra i balcó al segon pis

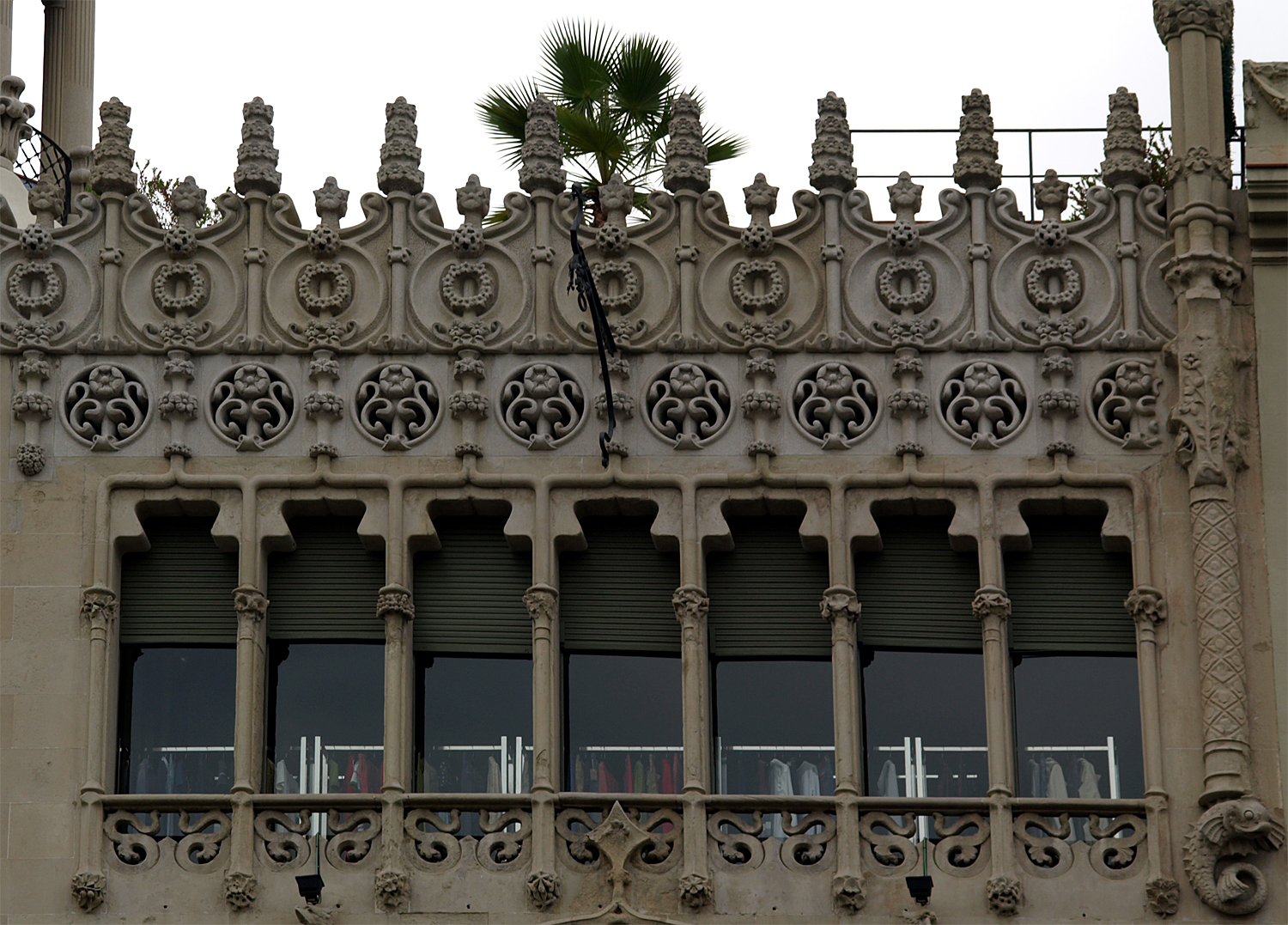
Galeria del tercer pis

També es poden observar quatre bustos en els arcs d'accés al balcó central —el que hi ha sobre la tribuna del principal— que, segons García-Martín, podrien ser un disseny d'Arnau esculpit per Alfons Juyol o Lambert Escaler. Segons aquesta versió, es tractaria dels membres de la família: Francesca Morera, el seu fill Albert Lleó i Morera, la dona d'aquest, Olinta de Puiguriguer, i Antoni Morera i Busó, l'oncle de Francesca que va adquirir l'edifici i que li va deixar en herència. Al segon pis, seguint la forma arredonida dels balcons, les finestres laterals s'emmarquen en un buit circular, multi-lobulat, amb dos petits caps femenins a la part superior. A cada costat d'aquests buits, encastats al mur, es poden veure una mena de grifons. En aquest pis, el balcó central està format per dues peces rodones amb una rica decoració floral. Entre les dues peces hi havia un conjunt escultòric, actualment desaparegut, i del que només es conserva una foto; estava format per una columna estriada sobre la qual s'asseu un gos gran danès que subjecta un escut amb les seves potes davanteres i, al peu de la columna, hi ha dos nens despullats de cara al gos que estan amb les mans aixecades i plenes de flors.
El tercer pis conté una decoració més sòbria, sense balcons, amb finestres contigües que semblen una galeria. Sobre les finestres, la decoració floral que tapa els forats de ventilació tenen la continuïtat en la barana de la terrassa de l'edifici que està rematada amb petits pinacles.

### Vestíbul

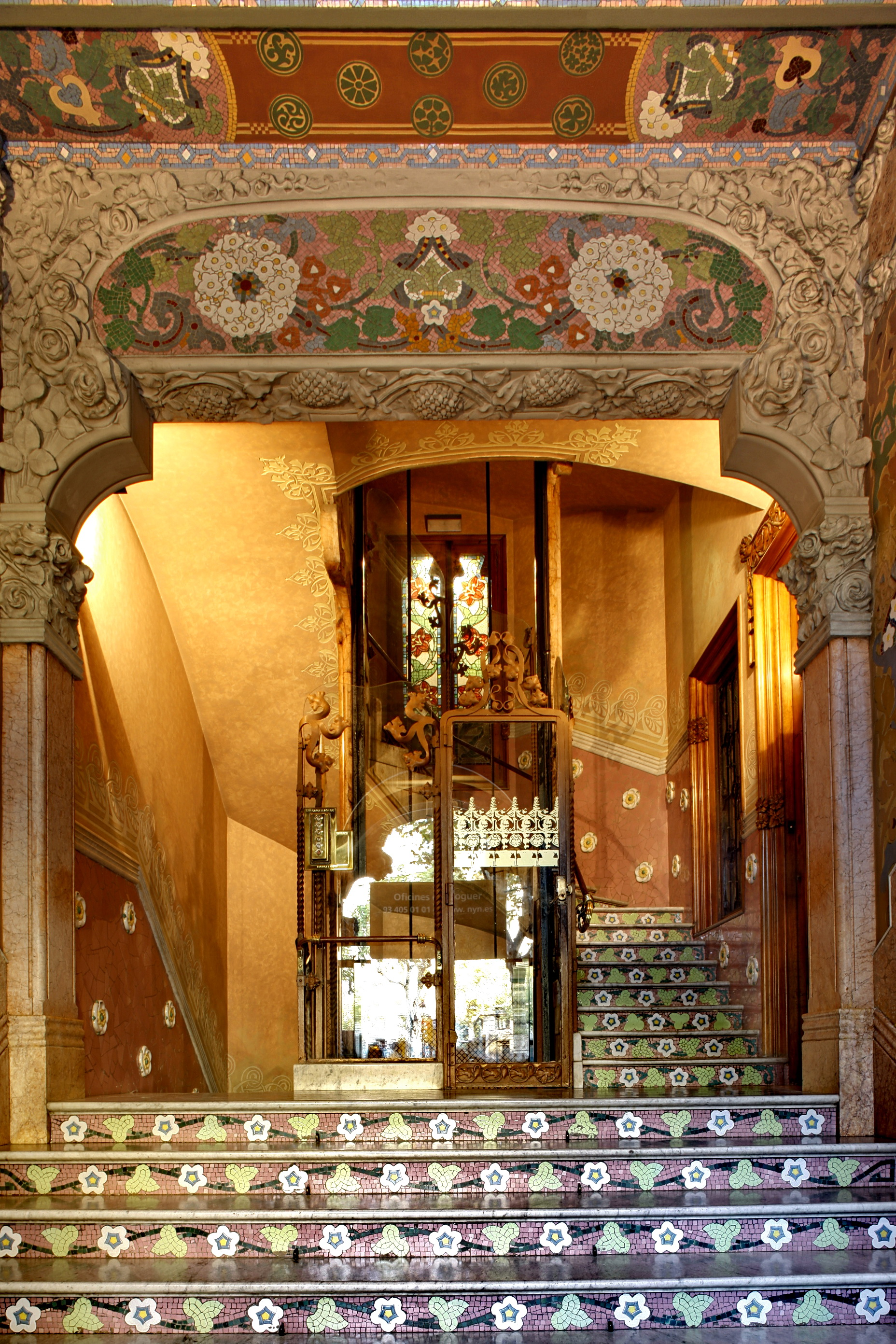
Vestíbul i escala

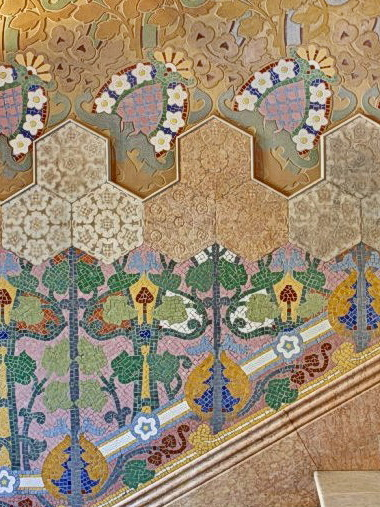
Detall de la decoració de Lluís Brú

L'accés a l'entresòl, és a dir al local comercial, es realitza directament des del darrer arc de la façana del passeig de Gràcia. Coincideix amb el disseny original, si bé entre les reformes de 1943 i les de 2008 l'entrada es va traslladar al vèrtex de l'edifici, destruint les columnes que sustenten la galeria del principal i ubicant un aparador de la botiga en el lloc de la porta d'entrada que hi havia anteriorment.
Als pisos superiors s'hi accedeix des de la façana del xamfrà. És un accés únic per a totes les plantes sense comptar, com succeeix en altres edificis, amb un accés directe i diferenciat per al pis principal. L'estructura de la caixa d'escala i la seva decoració recorda la de la contemporània Casa Navàs de Reus, obra de Domènech i Montaner, qui va comptar amb els mateixos artesans.
El vestíbul està dividit en dues parts: la primera —només traspassar la porta—, allotja un tram d'escala que porta a la segona part, formada per un petit replà situat al nivell de l'entresòl. Des d'aquest replà arranca l'escala que, envoltant l'ascensor situat en el centre, porta als pisos superiors. La primera part del vestíbul està ricament decorada, com si es volgués impressionar al visitant amb tanta exuberància. L'escala, a tot l'ample de l'espai, té uns esglaons de marbre i un sòcol frontal de mosaic; aquest mosaic presenta un dibuix seriat amb petites flors en blanc i groc, sobre un fons de colors suaus, en rosa i verd. Totes les parets i el sostre combinen en una pintura decorativa en tons salmó, i el mosaic presenta formes que imiten el fruit de les moreres. Aquest primer espai acaba en un arc triomfal de pedra que té esculpida una decoració floral. L'arc està parcialment cegat amb un timpà, decorat amb temes florals policroms també de mosaic.
El replà de l'entresòl, al final d'aquesta primera escala, està fet totalment de mosaic romà amb motius geomètrics. Les parets de la caixa d'escala són del mateix to salmó amb unes sanefes esgrafiades. L'arrambador de l'escala està decorat amb peces ceràmiques amb volum que simulen les flors dels sòcols. Tots els mosaics de l'escala són obra de Lluís Brú i Salelles.
L'ascensor, fet en fusta decorada a l'estil modernista, ha estat adaptat per ajustar-se a l'actual legislació, però sense perdre el seu estil original.

### Entresòl i l'estudi Audouard
El 6 de juliol del 1905, Pau Audouard inaugurà el seu nou estudi a la planta baixa de l'edifici. Lluís Domènech i Montaner va incorporar els millors artesans: Adrià Gual, qui va fer l'entrada, el «projecte dels aparadors» i «dos tapissos de brillants colors i gran efecte ornamental»; l'escultor Alfons Juyol, l'ebenista Joan Busquets (1874-1949), «el lampista» Riera; la pintura decorativa de Vilaró; Antoni Rigalt i Blanch (1850-1914) i Buxeres i Codorniu varen fer els vitralls, i Gaspar Homar (1870-1953) els treballs de marqueteria.
L'actuació de Gual s'emmarca en els reclams publicitaris que feien servir els estudis fotogràfics per atreure els clients, com ara posar un rètol a la façana, fins i tot lluminós com va fer Nadar a París. El respecte per la mateixa obra d'art que era l'edifici, fa que s'adopti una solució de vitralls modernistes de colors, integrats en el finestral junt amb les escultures d'Eusebi Arnau. A més dels aspectes estètics, la nova galeria fotogràfica comptava amb la novetat tecnològica de la il·luminació artificial, cosa que permetia ubicar-la en una planta baixa —per a més comoditat dels clients— i no al terrat com acostumaven a estar els estudis per aprofitar la llum natural.
En el Concurs anual d'edificis artístics de 1905, va obtenir el segon accèssit, mentre que el guanyador va ser el restaurant Pince, decorat per Joan Alsina i Arús.

### Pisos

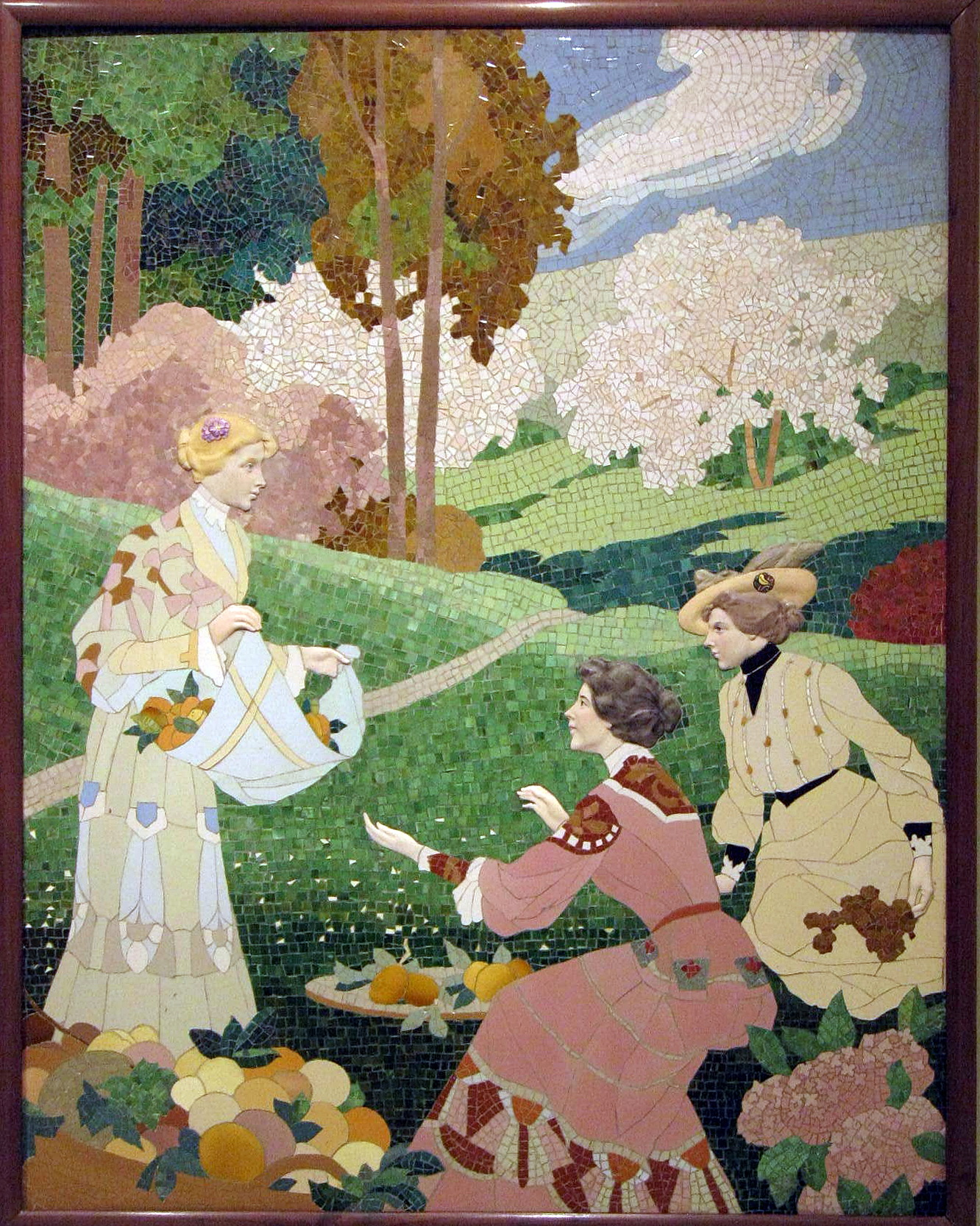
Mosaic del menjador del principal, disseny d'Homar, mosaics de Maragliano i porcellana en cares i mans de Serra

A diferència d'altres «cases de renda» on el pis principal era molt ric en decoració en contrast amb una major sobrietat dels pisos de lloguer, en aquest edifici es va mantenir de forma destacable l'activitat dels artesans i tots ells gaudeixen d'elements ornamentals, vitralls emplomats, mosaics romans a terra, sanefes esgrafiades, llars de foc decorades amb fusta tallada i mosaic i una distribució i dimensions similars.

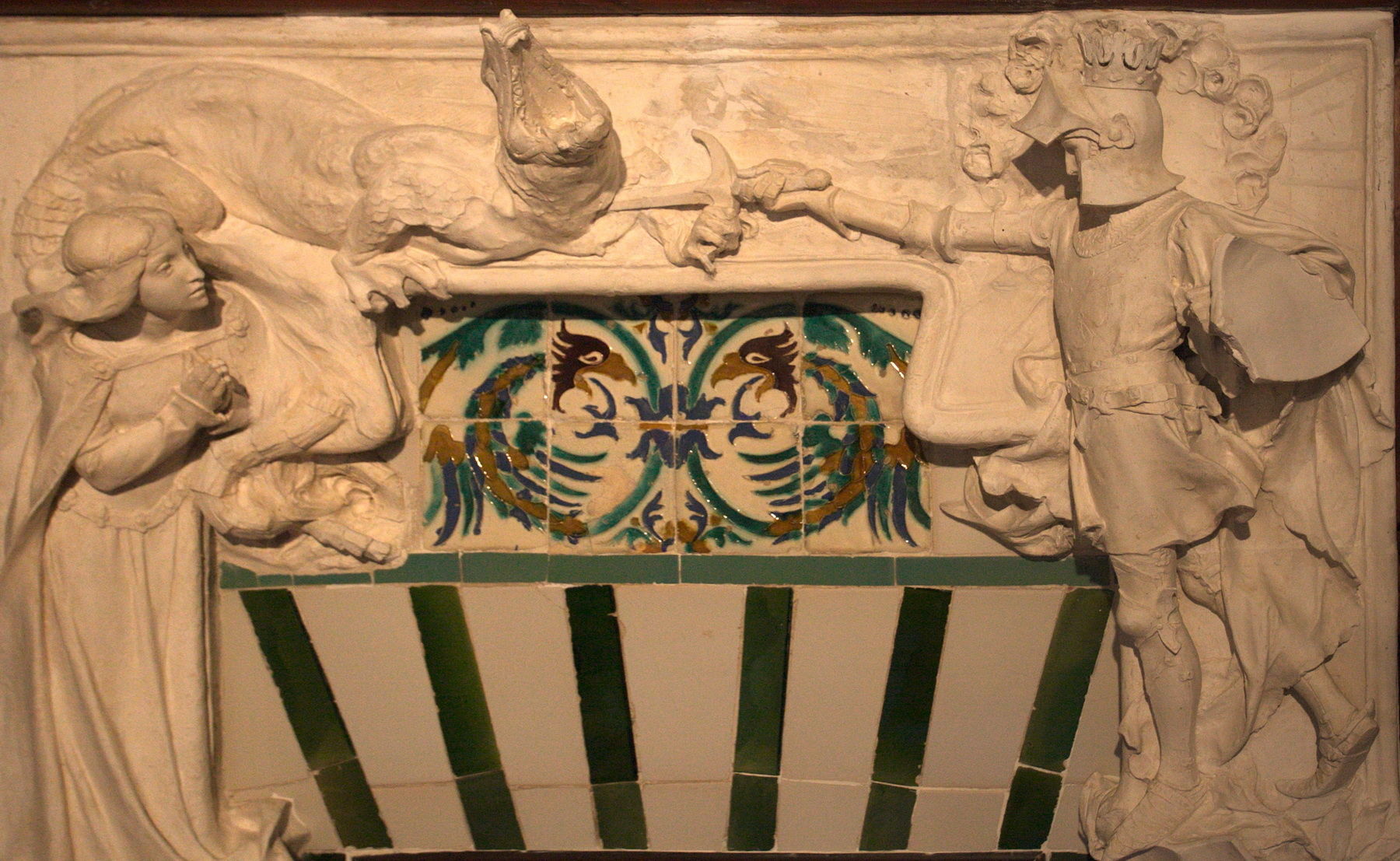
Maqueta original del Sant Jordi lluitant amb el drac

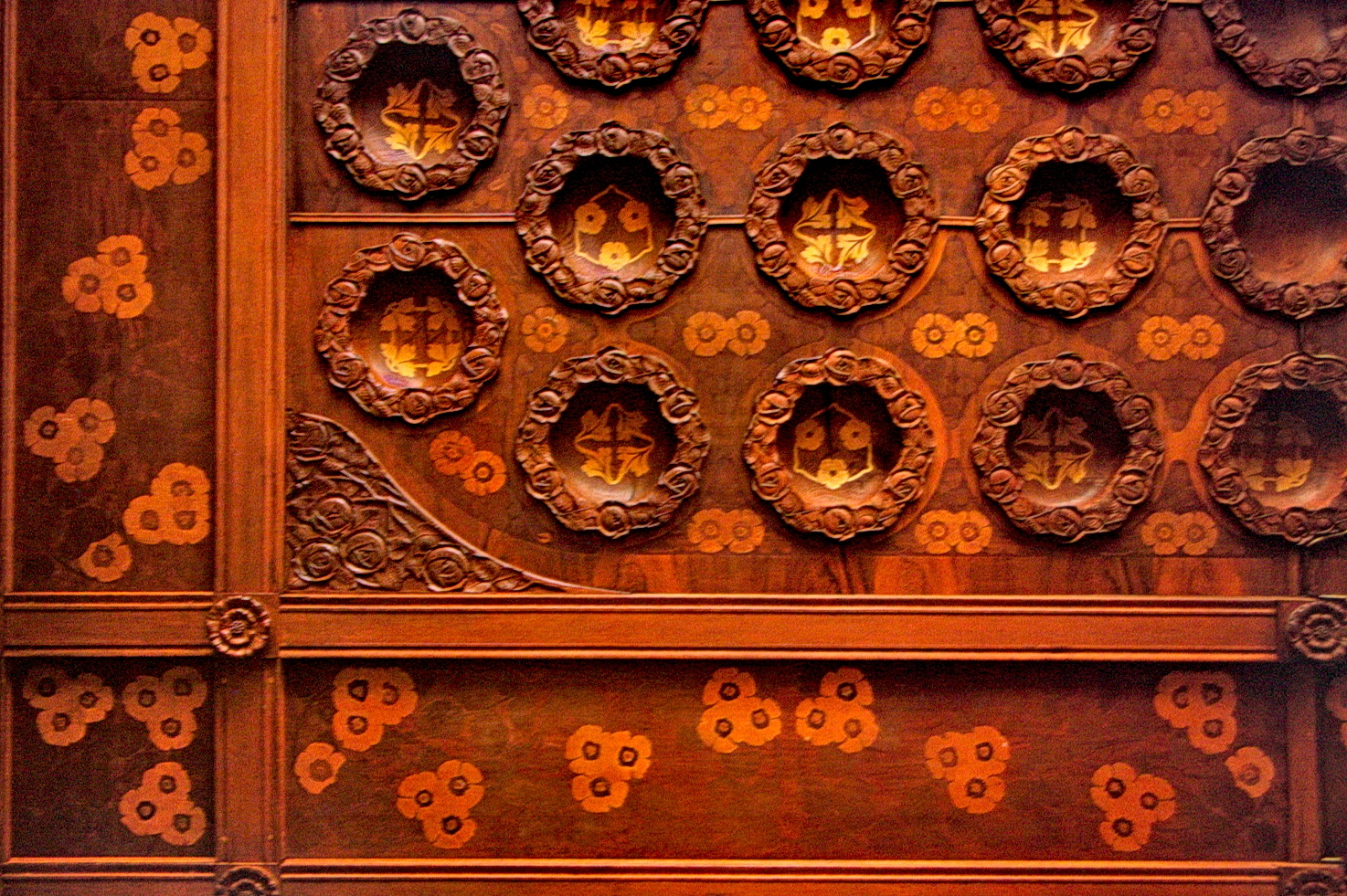
Sostre del saló del principal

El rebedor del pis principal estava pensada per a impressionar al visitant amb una decoració escultòrica als arcs i els passos de porta que donen a la resta d'espais de l'habitatge. És una decoració que es perllonga al corredor, on hi ha un arc decorat amb una imatge de Sant Jordi lluitant contra el drac per defensar la donzella.
Des del rebedor s'accedeix directament als dos grans salons amb vistes al carrer i a la tribuna que hi ha al centre. En aquests salons es concentra bona part de la riquesa artística aconseguida per Domènech i el seu equip.
El saló de la dreta, el que dona sobre la façana del xamfrà i amb funcions de menjador, està decorat amb vuit plafons de mosaic i relleus de porcellana dissenyats per Gaspar Homar ajudat per Josep Pey. Descriuen escenes campestres, quatre d'elles amb personatges inspirats en fotografies de la família, un amb tan sols un paisatge i els altres tres amb animals i arbres. Són peces coloristes fetes en mosaic per part de Mario Maragliano, llevat de les cares i mans de les persones que estan fetes en una peça de porcellana amb volum que emergeix del nivell de la paret aportant un punt de realisme enmig del puntillisme que forma la musiva. Aquestes peces van estar dissenyades per l'escultor Joan Carreras i Farré i executades pel ceramista Antoni Serra i Fiter.
L'altre saló, el que dona a la façana del passeig de Gràcia, estava totalment emplafonat amb arrambadors de fusta amb treballs de marqueteria preciosista dissenyats per Homar i Pey i construïts al taller de l'ebenista Joan Sagarra. Ocupant bona part de dues parets s'ubicaven un sofà amb vitralls laterals i un secreter. Al centre de la sala se situava una taula petita i diverses cadires amb braços i sense. Tant el mobiliari com els arrambadors es conserven al MNAC. La part superior de la paret estava coberta de paper pintat i el sostre està decorat amb un enteixinat de baixos relleus semiesfèrics i decoració de marqueteria.
Entre el saló i el menjador se situa un espai de forma triangular amb accés a la tribuna circular del vèrtex de l'edifici i una llar de foc, emmarcada per dos escons, a l'extrem oposat que tenia una decoració en fusta tallada. Es tracta d'una escena de l'adoració dels Reis Mags tallada en fusta per Joan Carreras i Farré, amb dos àngels de metall repujat que l'emmarquen i una peça metàl·lica a la part superior amb el vers:
| «                                                           | Venim d'Orient guiats per l'estrella la del alba és ella vos els sol ixent | » |
| — Jacint Verdaguer. Els tres reis als peus de Jesús, pàg.44 |                                                                            |   |

La resta d'habitacions estan decorades amb arrambadors, alguns amb ceràmica seriada de la fàbrica Pujol i Bausis i altres estucats amb sanefes esgrafiades d'una desena de formes diferents. Els sostres a passadissos i habitacions combinen embigats de fusta tallada o decorada amb enteixinats de guix ricament pintats amb composicions florals, composicions heràldiques i, en el cas del pis principal, elements al·lusius als cognoms familiars.
La part posterior dels pisos dona al pati interior d'illa. El gran saló que s'ubica en aquesta zona està terminat en una rotonda que té, com a única paret, un vitrall emplomat semicircular amb un relat pictòric diferent a cada pis, obra de Rigalt.

#### La dida de l'infant
Al rebedor del pis principal, de planta irregular, apareixen uns relleus esculpits en pedra per Eusebi Arnau en sis pòrtics i en cinc cares de tres arcs més que hi ha en el corredor. Es tracta d'un conjunt que desenvolupa el relat del romanç, recollit en la cançó de bressol anomenada La dida de l'infant rei, en què la Mare de Déu fa un miracle i retorna a la vida el fill d'un rei que la seva dida havia perdut quan es va quedar adormida. La dida ofereix a la Verge una corona d'or i una de plata. És una cançó popular de transmissió oral amb diverses versions, de les quals Arnau va triar la versió recollida per Joan Guasch el 1888.
Aquesta decoració interior dels passos de porta és un homenatge al segon fill d'Albert i Olinta que va morir quan era nadó; al seu tercer fill també el van anomenar Albert. Aquest i la seva dida, van fer de models perquè Arnau dissenyés les seves escultures.

Maquetes originals de la sèrie escultòrica basada en La dida del Infant
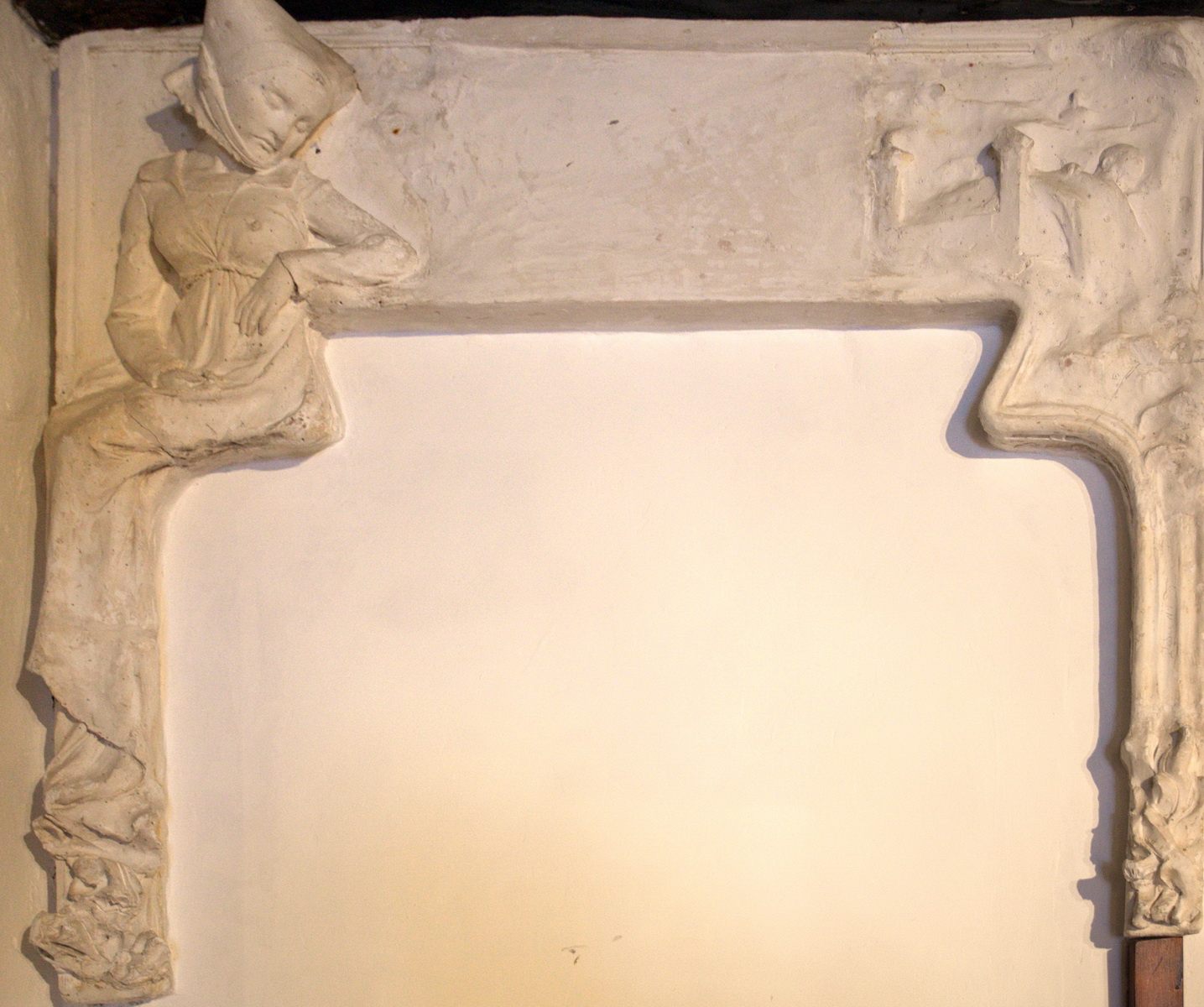
L' infantò no vol dormir — ni ab bressol ni ab cadira,
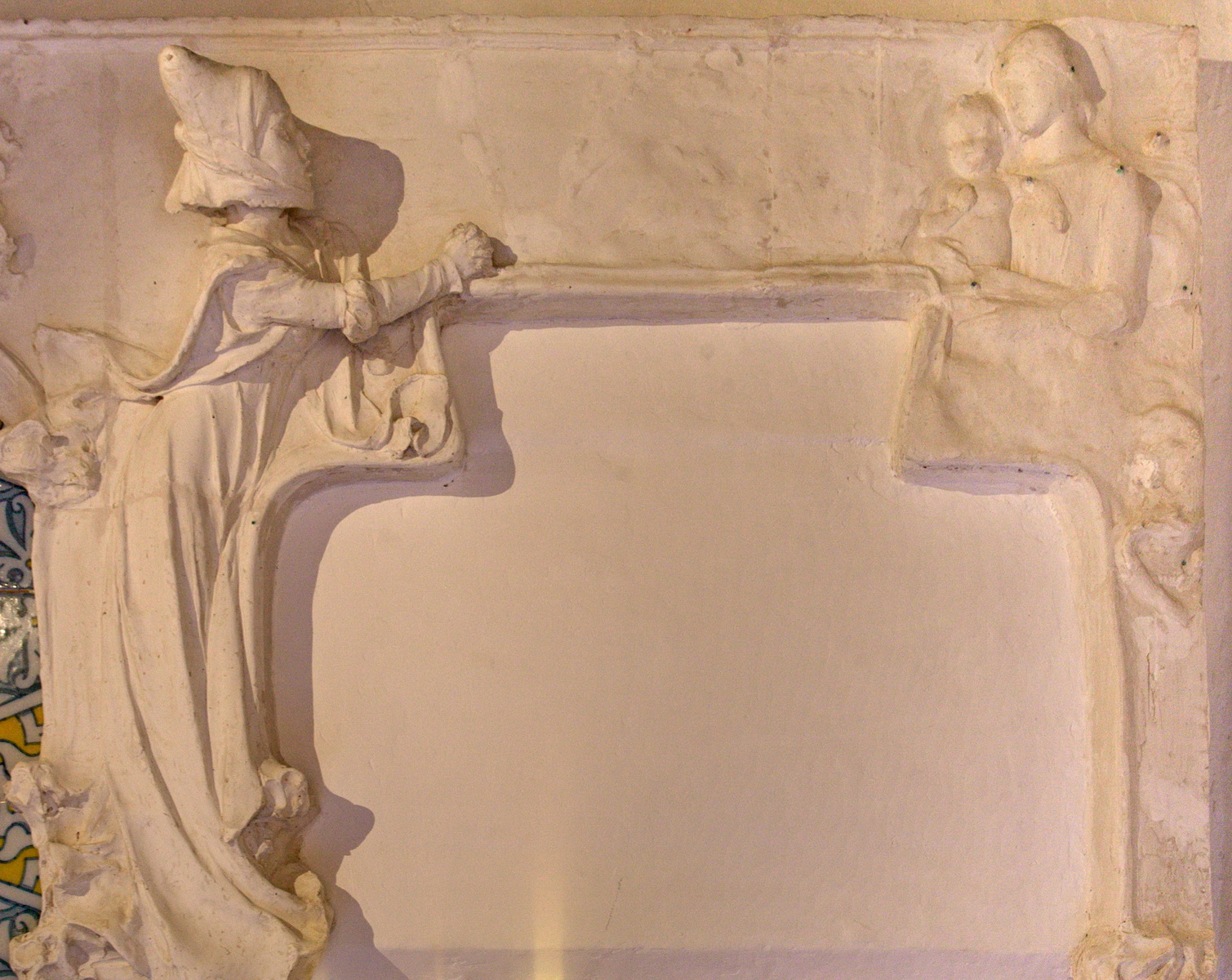
Verge si 'm tornéu l'infant — corona de or vos faria, y á vostre fill preciós — corona de plata fina.
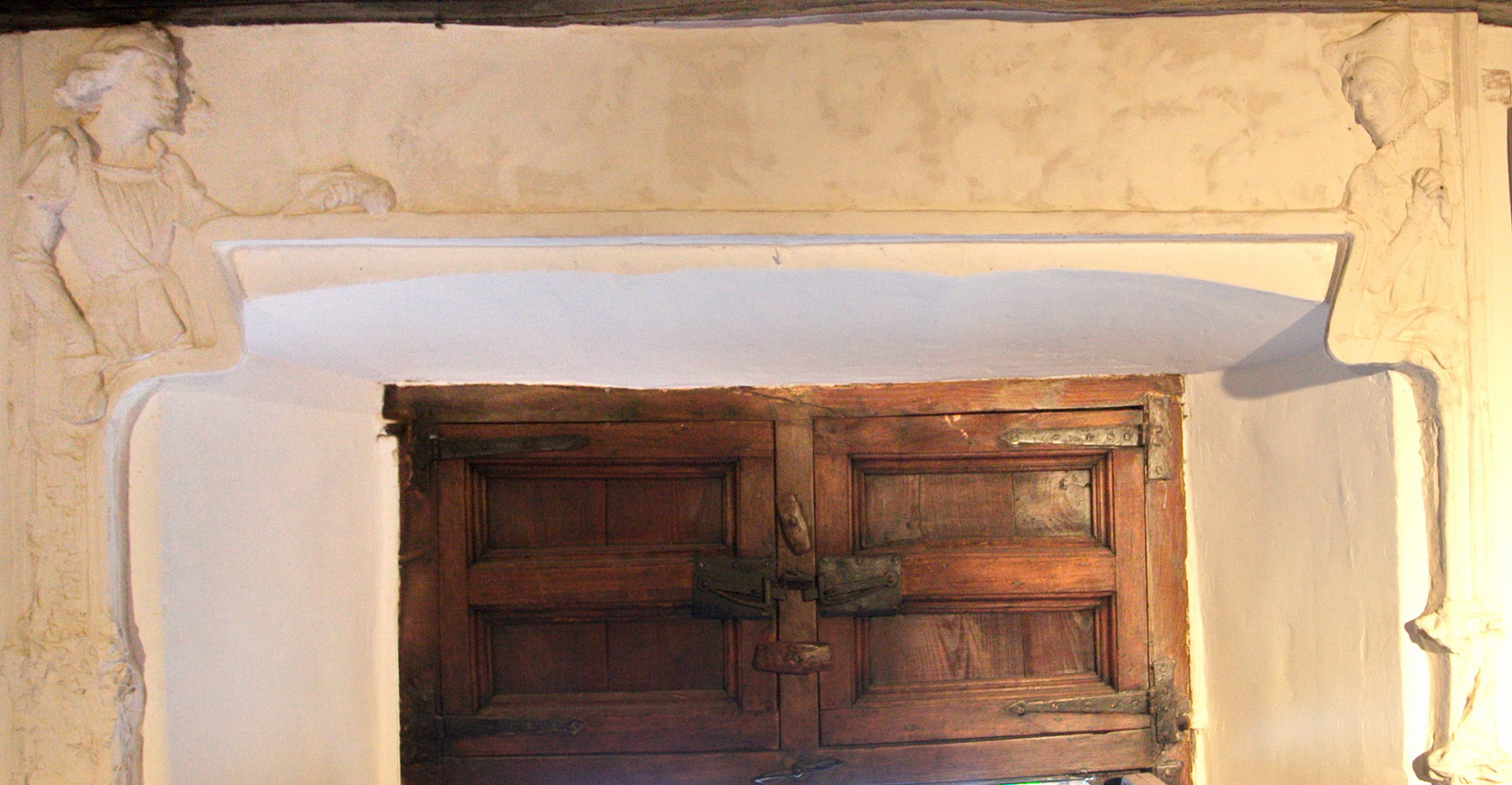
He perdut lo pomet d'or — la prenda que mes valia. Dida véus aquí diners — compréune un á la botiga.
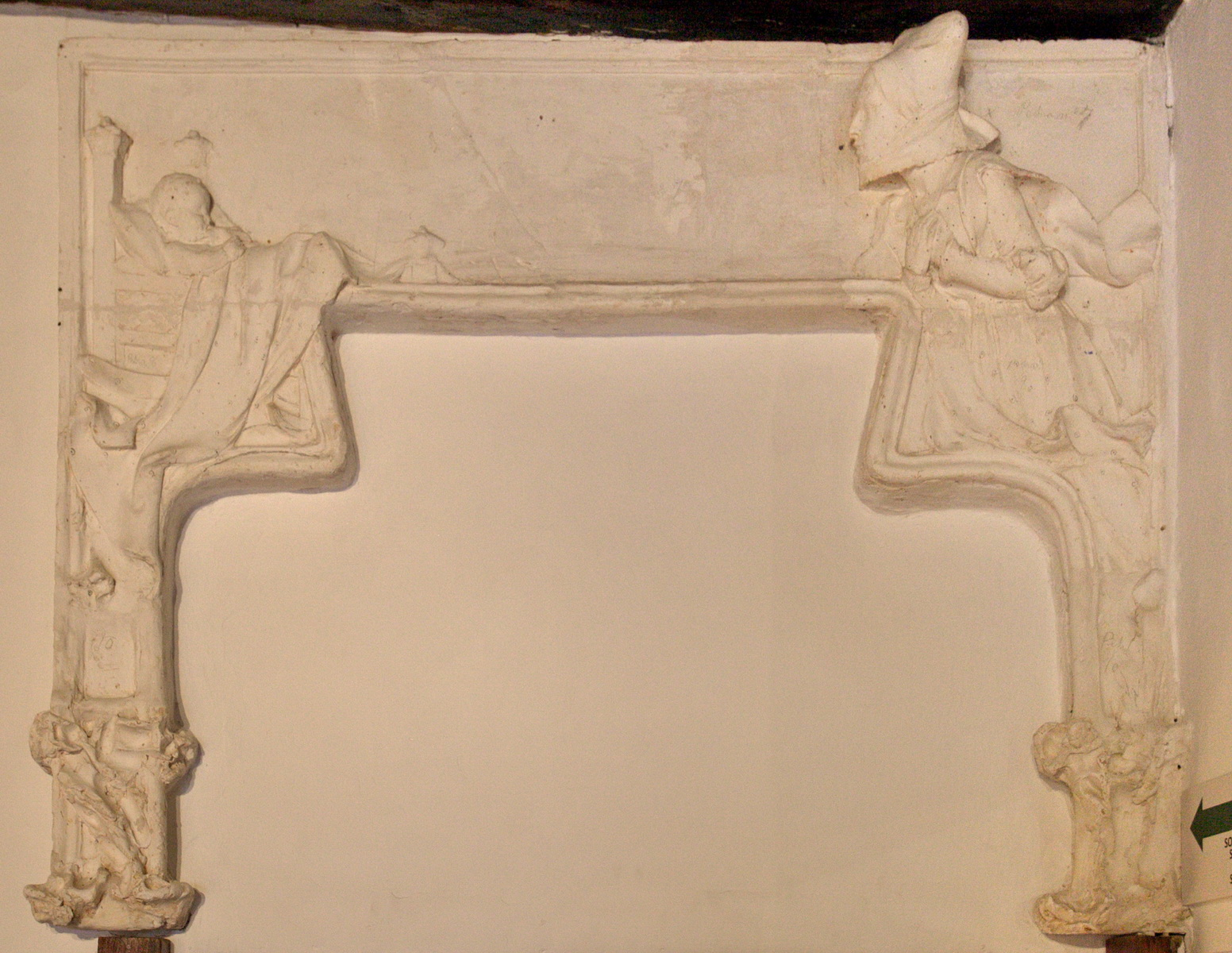
Tornéusen prompte á palau — no estigáu tan afligida, allí trobaréu l'infant — que tot sol ne fa joguinas.
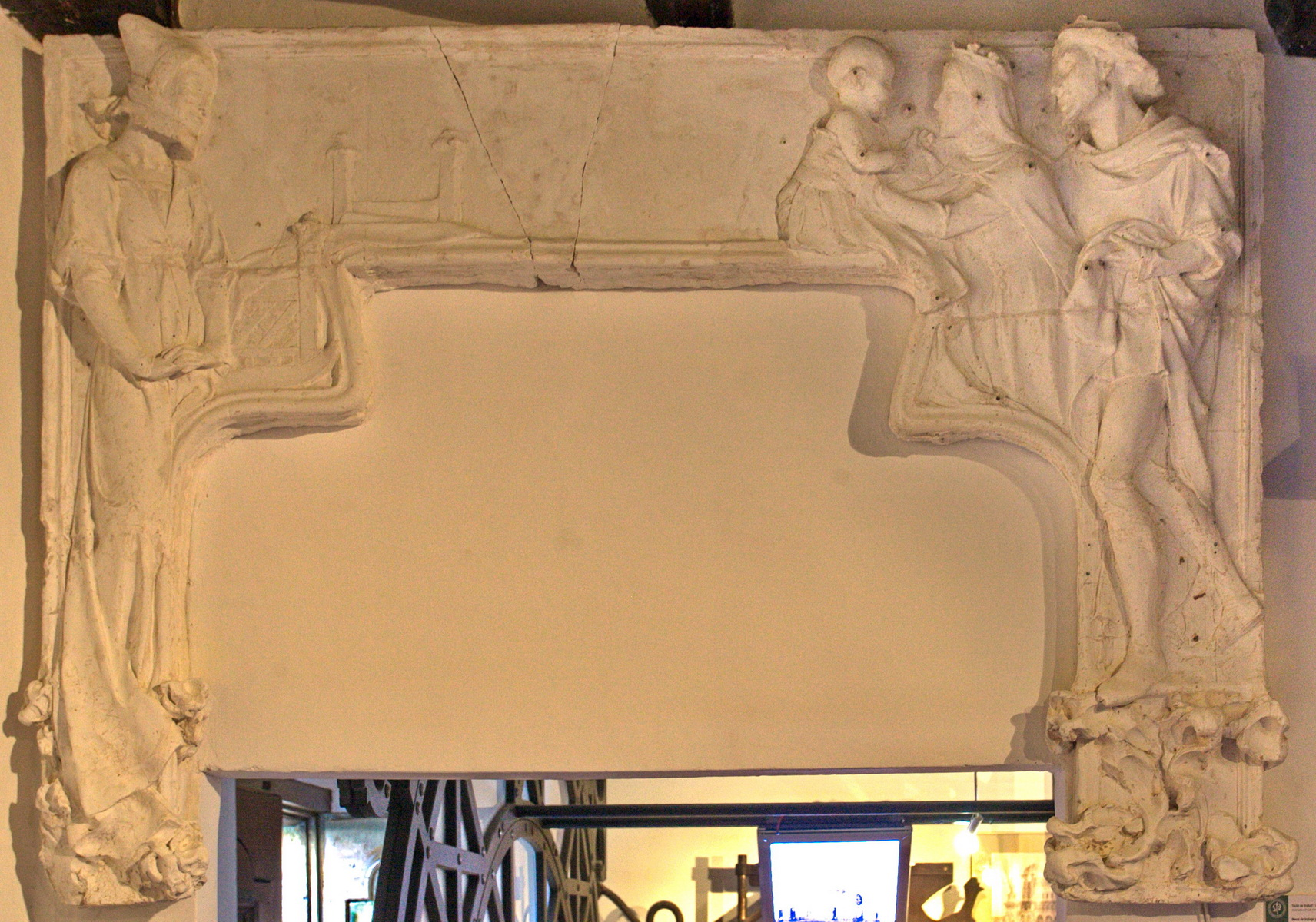
¿Hont teniu, dida, l'infant — que 'l rey véurelo volia? Posadet dins del bressol — jo l'hi deixat que dormia.

L'escena dels Reis Mags que va tallar Carreras sobre la llar de foc, s'associa a l'expressió de la joia que emana de l'esperança d'un nou nen que ocupi el lloc del fill mort que es narra en aquesta sèrie escultòrica. El vers esculpit pertany al poema Els Tres Reis als peus de Jesús, original de Jacint Verdaguer, en el que es mostra una alegria, compartida amb la resignació per la pèrdua, tal com s'expressa als quatre darrers versos, on un àngel diu: 
| «                                                           | Jesús pren l'or de Gaspar, mes amb prou feines se'l mira; més s'estima els grans d'encens que a son Pare etern envia en fumarel·la suau d'olor de bàlsam de Síria. Lo que li plau més que tot és la branqueta de mirra. Jesús l'estreny en so pit com al seu estreny Maria | » |
| — Jacint Verdaguer. Els tres reis als peus de Jesús, pàg.44 | |   |

## Mobiliari

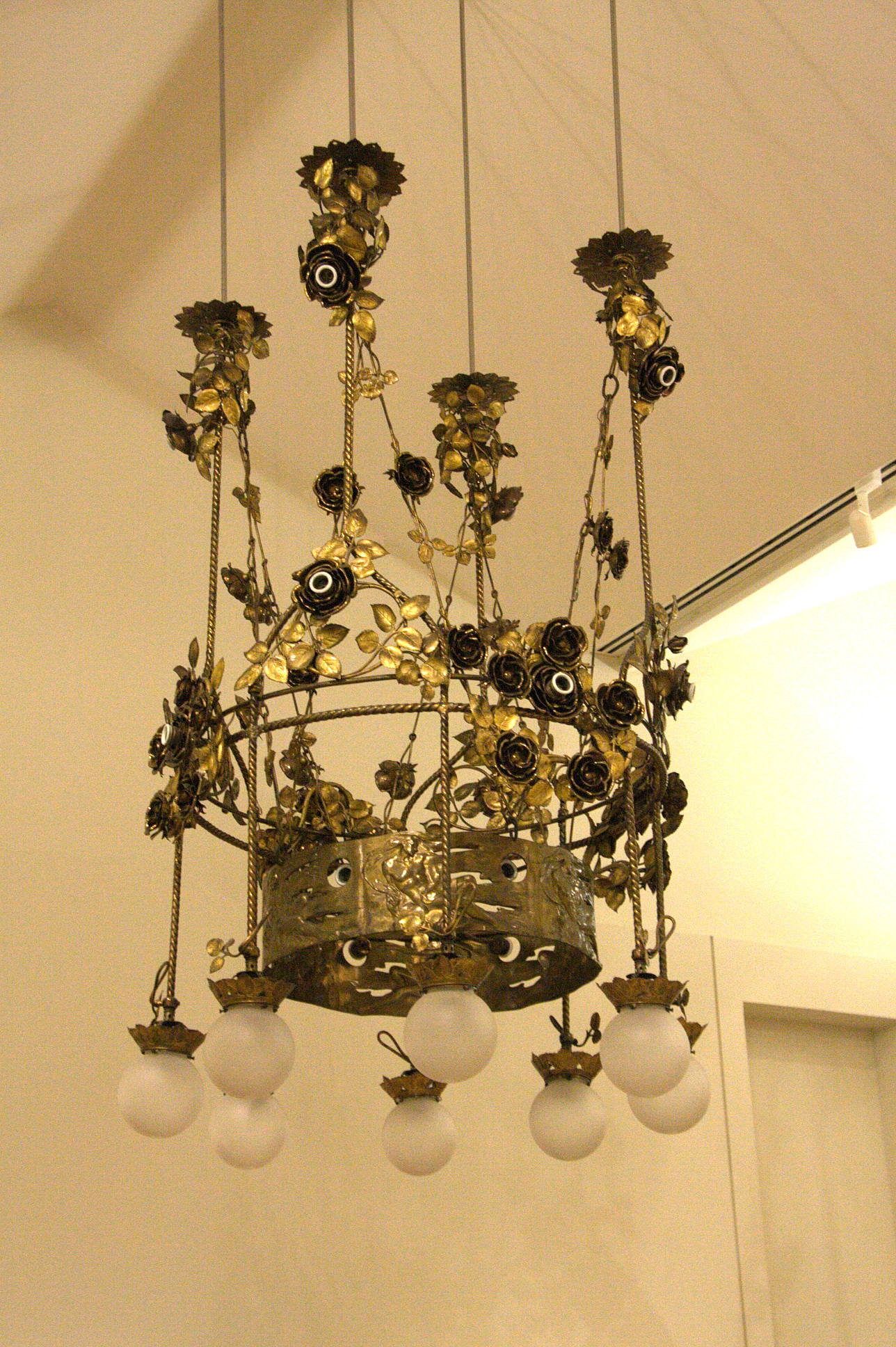
Làmpada del saló

La decoració del pis principal és una de les manifestacions més reeixides dels interiors modernistes i un exemple de col·laboració estreta entre arquitecte i decorador, entre Domènech i Montaner i Homar, els tallers del qual van subministrar tots els accessoris decoratius i funcional d'aquest habitatge privat: mobles, llums, marqueteries, catifes, etc. El mobiliari, probablement el més atractiu del modernisme a Catalunya, es distingeix per les fustes nobles i els treballs complexos, fets en col·laboració amb artistes com Josep Pey i Joan Carreras. Un d'aquests complements són les làmpades de sostre fetes en bronze. Presenten elements florals i foren de les primeres làmpades adaptades a la llum elèctrica.
Els mobles del saló de la casa, que des del 1967 es conserven al Museu Nacional d'Art de Catalunya, pertanyen a un estil ple d'un naturalisme d'acord amb el de l'edifici. El conjunt està format per un bufet, un sofà, un armari, arrambadors, cadires, cadires de braços i una tauleta de centre. Els mobles estan decorats amb talles en fusta, marqueteries, i alguns amb vitralls emplomats. Els arrambadors estan decorats també amb grans marqueteries amb influències japonitzants amb les carnacions dels personatges en relleu. Representen unes donzelles que porten un vestit prerafaelita lleuger i un pentinat buit; estan envoltades de garlandes, arbres florits i estanys amb cignes. Els mobles estan decorats amb fusta tallada en l'estructura i escenes fetes amb marqueteria en portes i altres paraments. La tauleta i les cadires s'adornen amb flors escampades en llibertat però tot mantenint la simetria. A l'armari presideix la marqueteria de dues dames i un cavaller de llegenda medieval.
| Imatge | Dades | Dades | Imatge | Dades               | Dades               |
| --- | --- | --- | --- | ------------------- | ------------------- |
| | Sofà amb vitrines laterals i plafó decoratiu | Sofà amb vitrines laterals i plafó decoratiu                                                                                           | | Bufet de dos cossos | Bufet de dos cossos |
| 1906 | sofà: 267 x 259 x 68 cm plafó: 100 x 137,5 cm | 1906 | 300 x 202 x 53 cm |                     |                     |
| Museu Nacional d'Art de Catalunya | Museu Nacional d'Art de Catalunya | Museu Nacional d'Art de Catalunya | Museu Nacional d'Art de Catalunya |                     |                     |
| Decorat amb marqueteria amb dues figures en un jardí. Fusta de roure americà amb plafons d'olivera, daurats, vidre emplomat i entapissat de vellut verd no original. Talla i marqueteria de freixe, sicòmor, falsa caoba, xicranda, bubinga, hau i rabassa d'om. | Decorat amb marqueteria amb dues figures en un jardí. Fusta de roure americà amb plafons d'olivera, daurats, vidre emplomat i entapissat de vellut verd no original. Talla i marqueteria de freixe, sicòmor, falsa caoba, xicranda, bubinga, hau i rabassa d'om. | Fusta d'olivera tenyida, talla, metall martelé, vidre bisellat i marqueteria de dauradella, freixe, sicòmor, xicranda, noguera i boix. | Fusta d'olivera tenyida, talla, metall martelé, vidre bisellat i marqueteria de dauradella, freixe, sicòmor, xicranda, noguera i boix. |                     |                     |

| Imatge | Dades                                                  | Dades |
| --- | ------------------------------------------------------ | ----- |
| | Armari, plafons decoratius, tauleta de centre i cadira |       |
| 1906 | armari: 190 x 190,5 x 51 cm plafó: 54 x 78,5 cm        |       |
| Museu Nacional d'Art de Catalunya |                                                        |       |
| Armari de tres cossos amb plafons decoratius de marqueteria. Fusta de roure americà, vidre bisellat, aram repujat i marqueteria de caoba, sicòmor, rabassa de dauradella, mansonia i freixe, i incrustacions de metall. Tauleta de centre i cadira en fusta de roure i talla amb aplicacions de marqueteria al respatller. |                                                        |       |